# Di Nocera

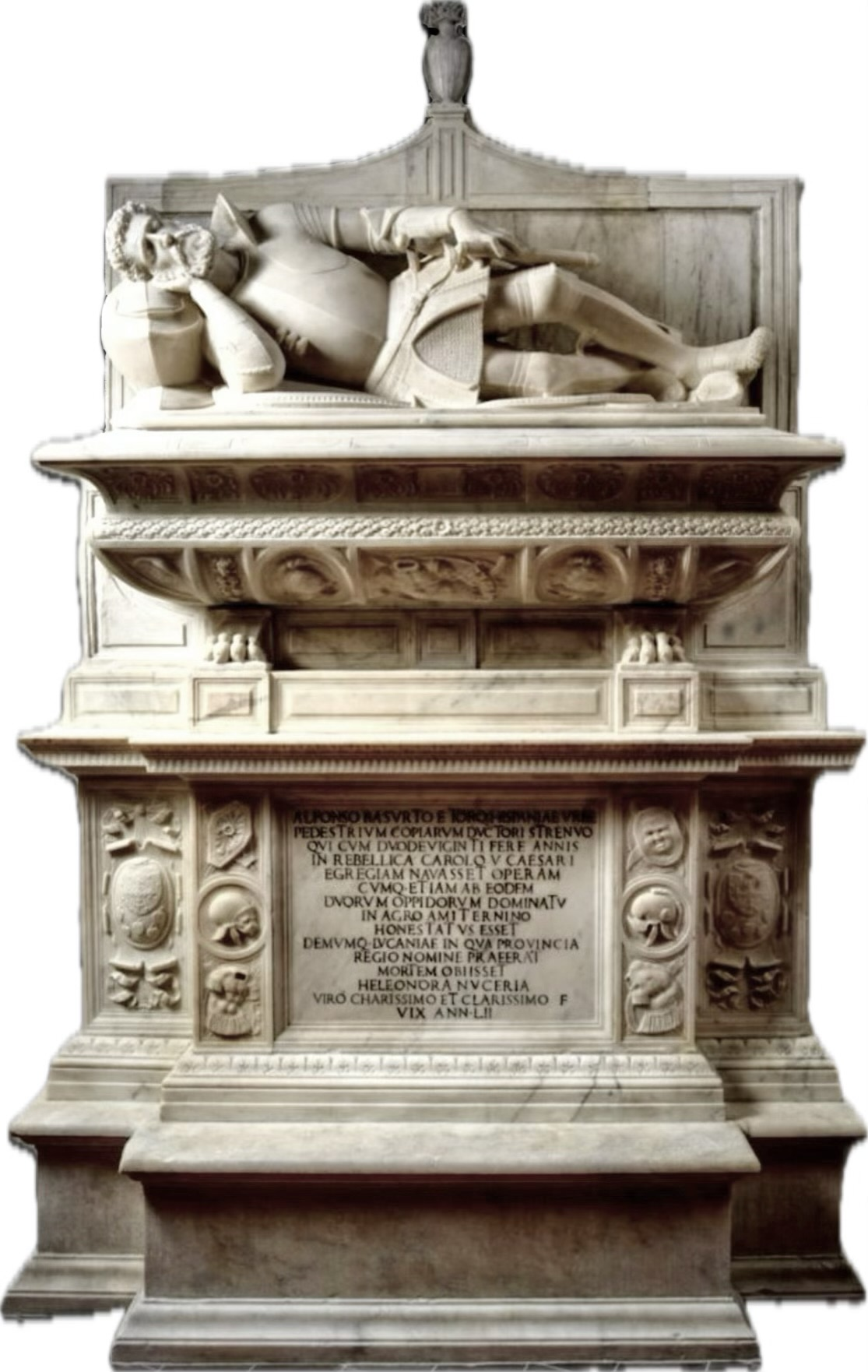
Monumento funerario commissionato dalla viceregina Eleonora di Nocera ad Annibale Caccavello e Giovanni Domenico D’Auria, sito all’interno della Pontificia Reale Basilica di San Giacomo degli Spagnoli

I Principi di Nocera, altrimenti de Nuceria, di Nuceria, de Nucera, de Nocera, di Nucera, Nuceria, Nucera, Nocera o Nogera, sono una famiglia nobiliare italiana annoverata tra le ex case sovrane di stati italiani, nonché l’unica propaggine fiorente dei Principi Dauferidi reggenti dell’Italia meridionale, discesa da Dauferio il Muto, il primo Conte di Nocera, vissuto tra l’VIII e il IX secolo.
Principi del sangue, Conti del Principato di Salerno e di Eboli, figurano tra i maggiori feudatari della Langobardia minor sino all’instaurazione dello Stato normanno,  allorquando furono creati baroni e, indi a poco, aggregati ai sedili della nobiltà napoletana da Carlo I d’Angiò. Esercitando tra gli altri gli uffici di Viceré e Camerario di Roma, espressero nelle diverse epoche alti prelati, militi, giureconsulti, diplomatici e cavalieri di Malta (tra i principali difensori dell’isola durante il Grande Assedio del 1565), le cui alterne fortune furono indissolubilmente legate a quelle dei regnanti di Napoli. Già proprietari secolari, per concessione di Ferdinando I di Napoli in riconoscenza dei servigi resi alla corona, della millenaria Reggia di Quisisiana, decantata dal poeta Giovanni Boccaccio nel Decameron, e titolari del Vescovado di Nocera, furono tra i nobili fondatori del Seggio di Castellammare di Stabia nel 1541, città che presidiarono militarmente contro molteplici incursioni da parte dei predoni. Custodi delle sacre reliquie di San Catello e patroni di chiese, monasteri, cappelle e collegi gesuiti, restaurarono la Congregazione dei Missionari dei Sacri Cuori di Gesù e Maria, istituita da San Gaetano Errico nel 1833 e patrocinata altresì dalla successivamente estinta casata dei principi romani Santacroce.

Promotori di opere pubbliche nel corso dell’Ottocento, contestualmente alla Rivoluzione industriale, introdussero nel Mezzogiorno d’Italia l’industria dei tessuti misti di lana e cotone ed il credito popolare, costituendo la banca BPS nel 1883.  

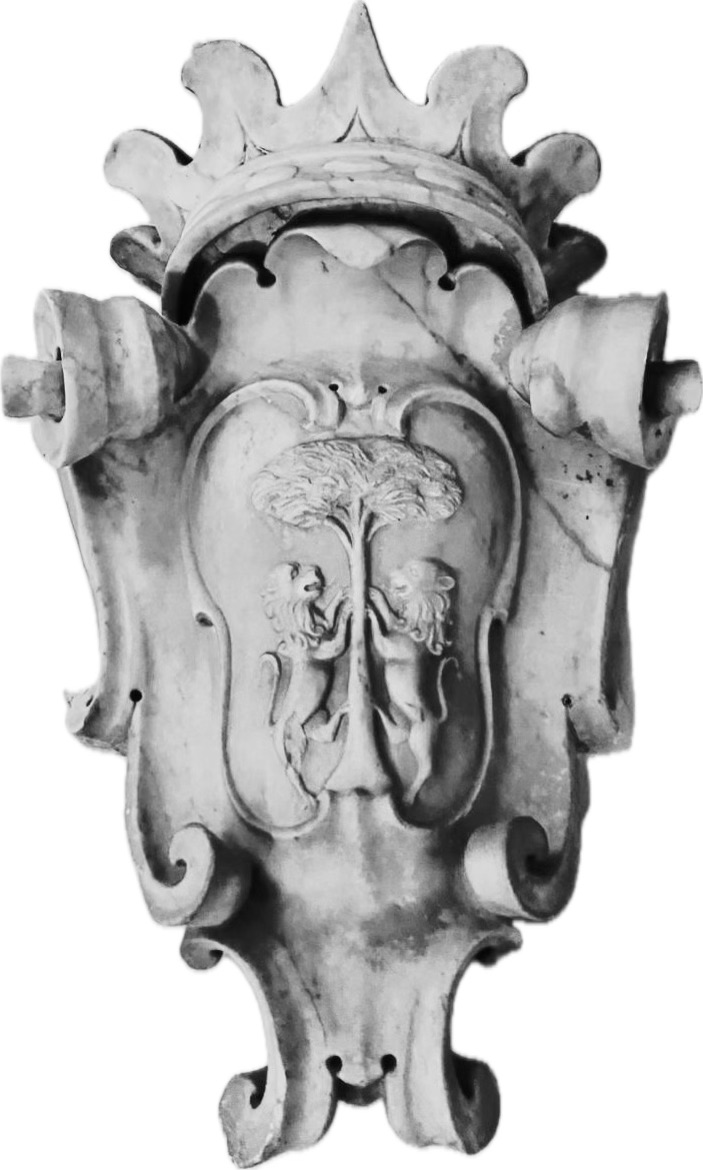
Stemma della famiglia di Nocera, conservato presso il partenopeo Museo civico Gaetano Filangieri

## Storia

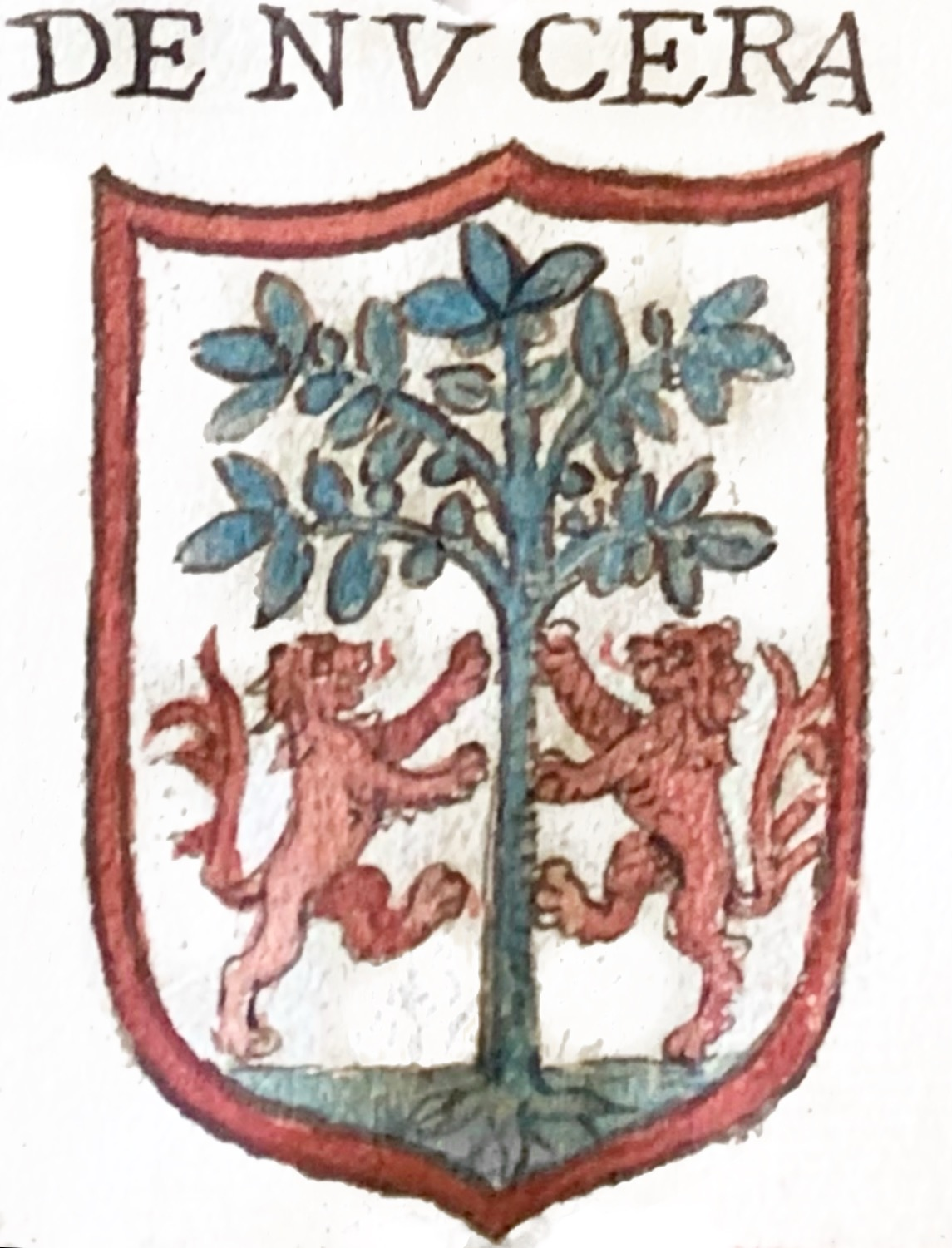
Stemma della famiglia di Nocera, conservato presso la Biblioteca Nazionale di Napoli all’interno del Manoscritto X A 42

La storia della famiglia di Nocera è stata oggetto di studio, già dalla fine del XVI secolo, da parte di alcuni dei maggiori storici e genealogisti italiani, come Giulio Cesare Capaccio, nella Neapolitanae historiae a Iulio Caesare Capacio eius vrbis a secretis et ciue conscriptae, Francesco de' Pietri, nel Dell’Historia napoletana, Michele de' Santi, nelle Memorie delle famiglie Nocerine, Guido Carrelli, nella Rivista araldica, e Berardo Filangieri di Candida Gonzaga, negli ultimi tre dei sei volumi delle Memorie delle famiglie nobili delle province meridionali d'Italia.

### Origini
Il fondatore fu Dauferio il Muto, primo conte di Nocera, secondo quanto riportato dal Collegio araldico, il quale identifica nella famiglia la sua discendenza. Di nobile stirpe e strettamente imparentato con la dinastia regnante di Benevento, ebbe tra i suoi figli Guaiferio, principe di Salerno, e Adelchisa, moglie del principe Sicardo di Benevento, la cui sorella fu madre dell’imperatore del Sacro Romano Impero Guido II. Dauferio fu il capostipite dei Dauferidi: la casata di derivazione della famiglia nella linea dei Conti di Nocera, i cui diritti feudali furono riconosciuti dall’imperatore Leone VI il Saggio. Ricorrente fu il nome Guaiferio nella genealogia dei reggenti di Nocera in onore dell’omonimo avo, principe di Salerno.

Appartenente dunque alla compagine familiare dei Conti di Nocera, costituita tra gli altri dagli Adimari, Alfano, Castaldo, de Acto, de Landi, Drago, Grimaldi, Lamberti, Marchese, Manso, Parenti, Stincarello e Viscido, la famiglia ebbe numerosi feudi nella Contea di Nocera, territori ereditati dal conte Dauferio, il quale li ricevette per essere stato auspice dell’indipendenza del Principato di Salerno da Benevento. La Contea, che all’epoca comprendeva oltre a Nuceria Marzano, Balentino, Bracigliano, Siano e Scafati, fu retta da sette esponenti della progenie continuativamente.

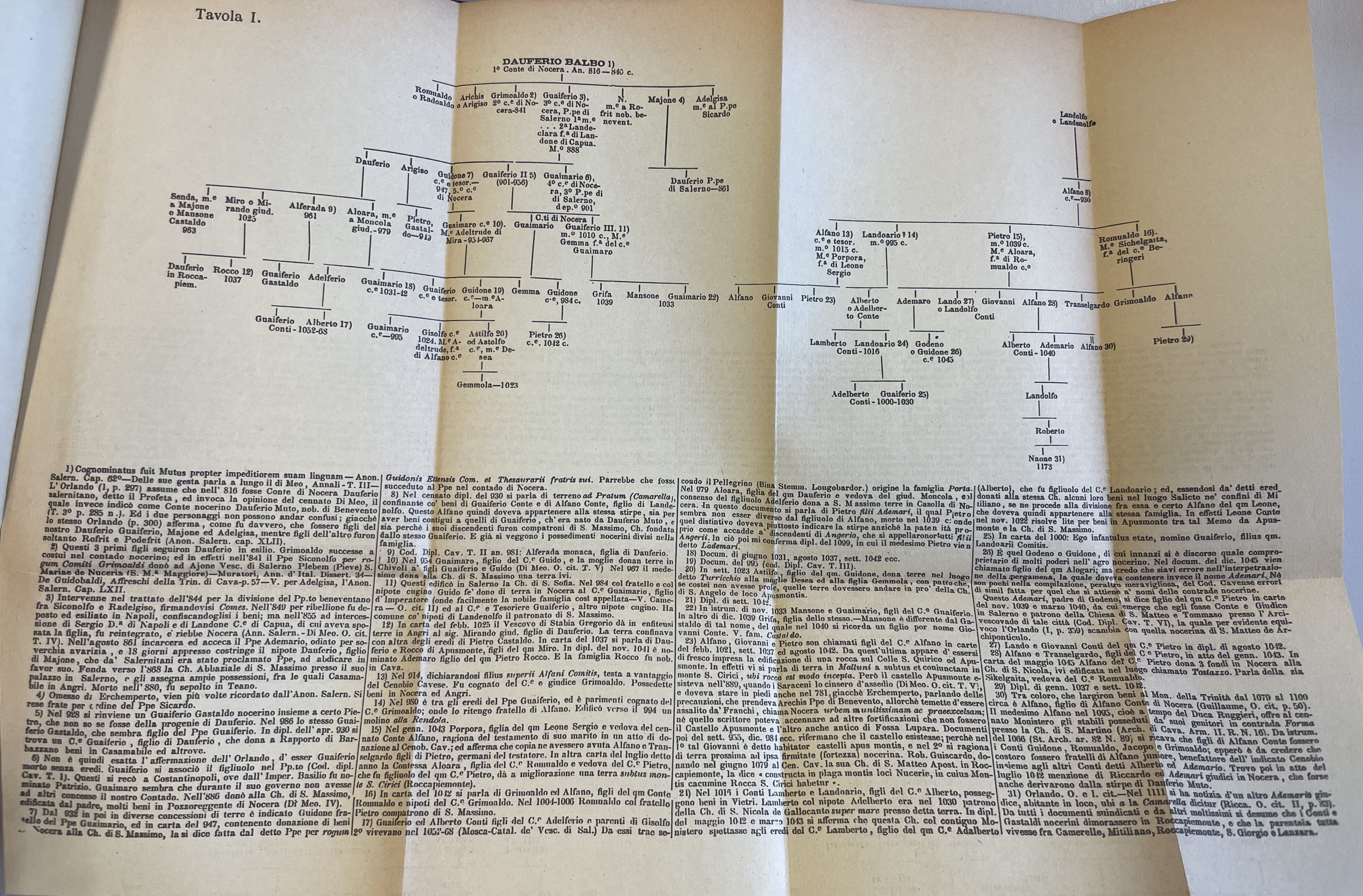
Albero genealogico illustrato della progenie del conte Dauferio di Nocera, presente nel I Volume delle "Memorie delle famiglie nocerine" a cura di Michele de' Santi

Il primo a presentare il nome gentilizio, originatosi dal toponimo nocerino, fu il conte Lamberto de Nuceria, nipote dell’omonimo primo conte di Eboli, Lamberto, discendente diretto di Dauferio, il cui atavo fu il conte Alfano, figlio del conte Ladenolfo, menzionato in un diploma dell'anno 930 nel quale si parla di "una pecia de terra cum arbustis de ex eodem loco nuceris ad pratu dicitur; habentes finis de uno latere et de uno capite fine vestra qui supra germani, de alio latere fine alphani comitis filius landenolfi, de alio capite fine waiferii comitis...", ovvero di terre confinanti facenti parte della contea di Nocera, ereditate dal conte Dauferio e rette dalla sua progenie.
La casata assunse infatti tale denominazione nell’XI secolo in ottemperanza alla legge longobarda dell'epoca, cognominadosi con il nome dell’antico feudo, in ricordo del titolo di Comes Nuceriae o de Nuceria, allorché si rese necessaria una maggiore identificazione della famiglia per la confusione generata dall’uso del patronimico. Le tracce di un’effettiva cognomizzazione del titolo comitale, tuttavia, sono anteriori: allo stesso nome del capostipite veniva giustapposto il suddetto cognome.
(Istoria di Nap., L. II, p. 116, Giulio Cesare Capaccio)
Da taluni studiosi dell’età moderna fu però erroneamente avanzata l’ipotesi che la famiglia avesse antiche origini francesi, in assenza di validi riscontri genealogici e storiografici.
Ai tempi del Capaccio, infatti, incorrere in tali errori era molto facile, giacché nella maggior parte dei documenti dell'età angioina non si osservava aggiunta al cognome de Nuceria altra indicazione e numerosi erano gli onori tributati a molti esponenti del casato a quel tempo, inducendo gli storici a supporre che i Nocera fossero derivati da quei cavalieri provenzali o borgognoni, i quali, essendo giunti col d'Angiò a Napoli, in breve ingrandirono oltre ogni loro speranza le proprie fortune.
Nondimeno, v’erano molti documenti, precedenti o di poco posteriori al 1300, nei quali s'indicava la patria, invece del cognome gentilizio; e la patria era proprio Nocera.

### Conti del Principato di Salerno e di Eboli
Tra le maggiori casate del Principato di Salerno, ebbe significativi possedimenti in Vietri, Cava, Nocera e presso il Tusciano. La famiglia, infatti, imparentata con principi ivi reggenti tramite un congiunto di Giovanni II di Salerno, figlio di Lamberto di Spoleto, e proprietaria di vasti fondi, fu investita della dignità comitale, spesso associata alla funzione di giudice, trasmissibile dal padre a tutti i figli maschi, privilegio appartenuto soltanto ad altre sei famiglie sotto il principato di Gisulfo I.

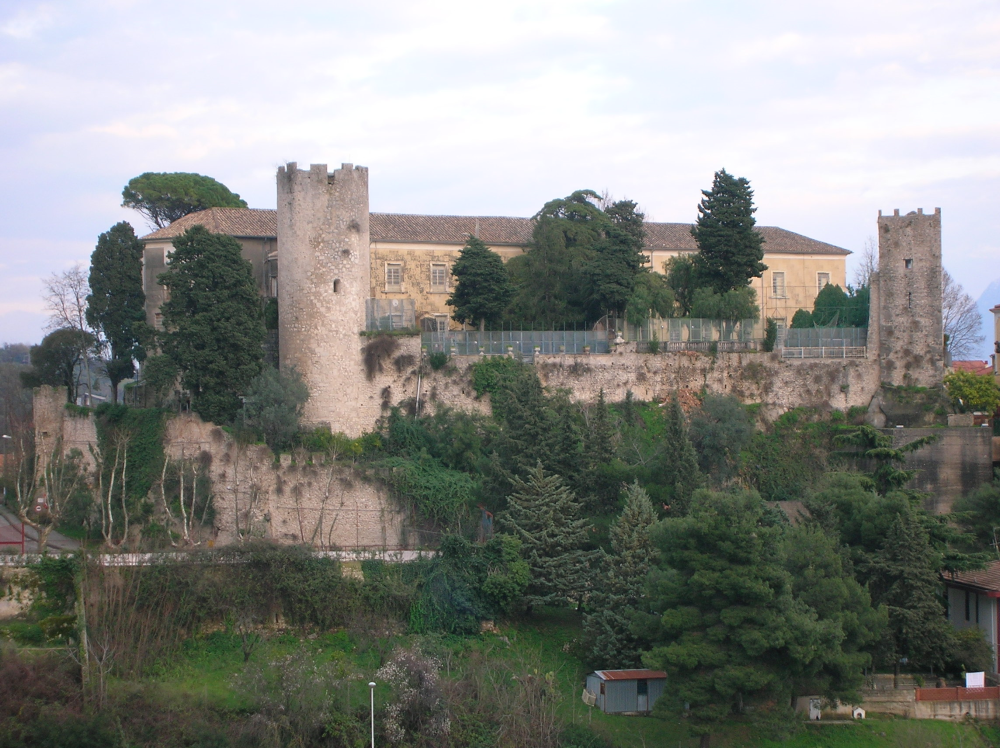
Castello dei Conti di Nocera presso Eboli

Il casato resse la contea di Eboli, caposaldo del sistema difensivo di Salerno grazie all’imponente castello avito.  Controllare in maniera più efficace la porta sudorientale di Salerno poteva essere stato un buon motivo per indurre i sovrani di Salerno all'istituzione del comitatus di Eboli, affidandolo poi ai propri congiunti, in quanto discendenti matrilineari di Giovanni Lamberto II di Salerno, figlio del duca Lamberto di Spoleto. In questo modo i dinasti salernitani si inserivano nella tradizione inaugurata dai principi di Capua, i quali in alcuni casi nel tentativo di limitare le conseguenze della dispersione del potere nelle loro terre, avevano attribuito poteri comitali ai propri consanguinei. La fiscalità principesca, poi, vantava ad Eboli patrimoni fondiari già nel IX secolo e non era improbabile che questi costituissero almeno parte di quelle plures rebus, che gli eredi affermano di possedere fuori dalle mura del castello di Eboli nel 1047, ovverosia la base fondiaria necessaria affinché il conte potesse esercitare quelle prerogative giurisdizionali che il suo ufficio prevedeva. Difatti, nel 1047 la contessa Urania, vedova di Lamberto, primo conte di Eboli, con i figli Ebolo, chierico e abate, Pietro, Aleberto e Landoario, conti, donò all’abbazia foris castello Evoli illorum comitato, ovvero la contea fuori al castello di Eboli. Difatti, nel 1017 al cospetto di Lamberto gratia Dei si compiva una compravendita in località Monte “salernitanis finibus”, in prossimità di Eboli. Si rammenta altresì che nel 996 il conte Adelberto, padre di Lamberto, primo conte di Eboli, e Landoario, conte, aveva acquistato la chiesa di San Nicola e San Felice, la quale fu poi rinominata in chiesa comitale di “San Nicola di Gallocanta”. Importante punto di riferimento in Vietri e Cava, il monastero Greco con attigue le terre fu un possedimento secolare della famiglia.
Nel 1046, avendo Aloara, figlia del Conte Truppualdo e vedova del Conte Landolfo, avuto anche in enfiteusi una terra in Gorga Lupeni per i suoi congiunti Ademaro del qm. Pietro, mediatorem posuit Rothari, filium q.m Johannis de Nuceria: scelta, che dimostra come costui fosse persona di grado elevato. Nel 1031 poi il prete Pietro, figlio del qm. Pietro de Nuceria, prese a censo da Guaimario Conte, figlio del fu Guaimario Conte, e dall'Abb. di S. Sofia di Salerno terreni in Apusmonte ed in Sarno; ed il medesimo Pietro si ritrova nel 1039 in possesso di un beneficio laicale in Agella, dove appunto i discendenti del conte Dauferio avevano larghi poderi.
Nel 1050, in favore di Lambertus de Nuceria filius quondam lamberti, ovvero figlio del fu Lamberto nonché del Conte di Eboli, come si evince dal Codice Cavense, fu costituita dall'Abbazia di San Massimo, fondata dai suoi avi, un'enfiteusi di un fondo a Turriclo, ubi Lenzara dicitur, e furono accordati trenta tarì d'oro, a seguito di una controversia con il Monastero di Santa Sofia per beni siti sempre nei pressi di Lanzara, a est di Nocera.
Sorella di Lamberto fu Urania, la quale sposò il conte normanno Riccardo di Arnes, soprannominato “Angerio”, capostipite della nobile casata dei Filangieri, il cui figlio Roberto effettuò una donazione assieme al citato zio materno Lamberto al monastero benedettino di Cava, confinante proprio con il monastero di San Nicola controllato dalla famiglia e con il feudo personale di Sant’Adiutore dei Filangieri. Al legame con l’aristocrazia normanna va, pertanto, attribuita la presenza di taluni nomi di tradizione non longobarda nella genealogia medioevale quali, ad esempio, Roberto e Riccardo. Inoltre, dalla casata furono progressivamente assunti nomi giudaico-cristiani: alla seconda metà dell’XI secolo e al XII secolo risale l’uso di nomi da parte della famiglia quali rispettivamente Pietro e Giovanni, Matteo, Marco.
Documenti significativi sono altresì gli Annali critico-diplomatici del regno di Napoli della mezzana età di Alessandro Di Meo e Le pergamene di S. Nicola di Gallucanta a cura di Alessandro Pratesi e Paolo Cherubini per la ricostruzione della storia e genealogia del casato in periodo medievale.

### Dalla caduta del Principato di Salerno all’epoca aragonese

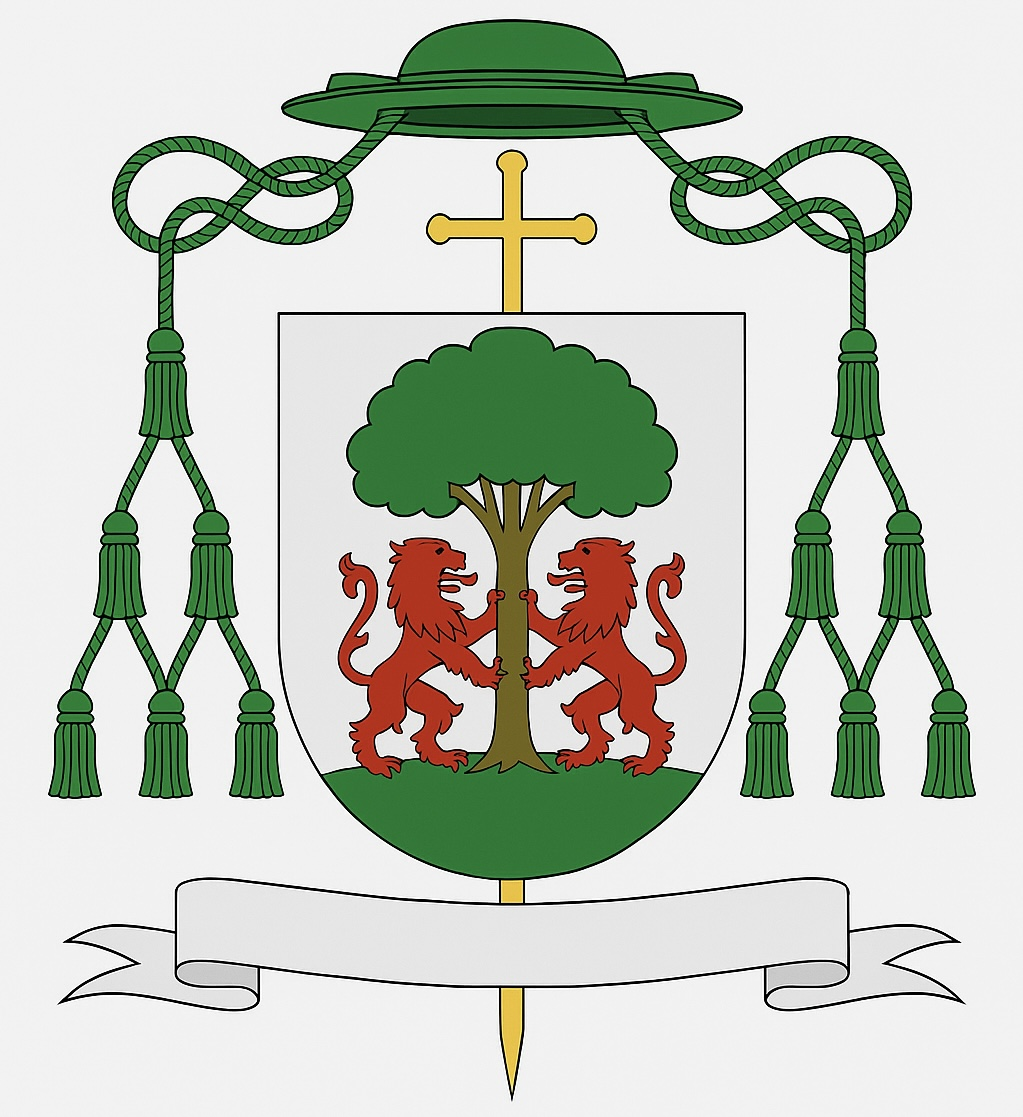
Stemma del vescovo Pietro di Nocera

Caduto il Principato di Salerno, i Nocera mantennero il rango signorile, noverando diversi esponenti nel Catalogo dei Baroni e continuando a dare i natali a militi, giureconsulti, alti prelati e dignitari. Fonti archivistiche pubbliche hanno, dunque, tramandato il nome di diversi esponenti della casata longobarda anche in epoca normanna, sveva e angioina.
Così, compare in diploma di Roberto il Guiscardo un Hugo de Nuceria e in altro diploma del 1144 un Durante de Nuceria del q.m Orso; e negli anni 1881-87 risiedono in Nocera un Giovanni q.m Benedetto de Nuceria, stratigoto della città, ed un Giovanni q.m Roffredo o Gottofredo de Nuceria, suffeudatario del milite Landolfo dell'identica stirpe assieme ad un Ademaro de Ademari. Di quest'ultimo ultimo Giovanni si rammenta la donazione fatta nel 1187 alla Badia di Cava di un arbusto in Angri.
Di uno dei suddetti Giovanni furono figli Matteo, possessore di beni in Montoro nel 1201, Pietro, citato nel Lib. familiar. nell'anno 1194, ed Accerino, che nel 1196 con il consenso della moglie per nome Aloara vendette per tarì 80 d'oro a Landolfo del fu Amato tutti i suoi predi rustici intus et foris Castri Nucerie.
Inoltre, Giovanni de Nuceria, dal Catalogo del Borrelli risulta barone in Oletta nel 1187. Nello stesso Catalogo si riportano poi Roberto de Nuceria, barone in Somma, e Matteo de Nuceria, barone in Aversa.
(Michele de' Santi, Memorie delle famiglie nocerine)
In seguito, Matteo fu dapprima Stratigoto (1209) e poi Prevosto della Badia di Cava (1221). Nel 1253 è invece menzionato un notaio Andrea negli Atti della Reale Accademia di archeologia lettere e belle arti.
Alberto de Nuceria fu milite, come riporta il De' Santi e Il registro della cancelleria di Federico II del 1239-1240, inviato oltre mare, attivo in Terra Santa, dal Maresciallo Riccardo Filangieri, signore della Baronia in Nocera, per servizio dell'imperatore Federico II. Uomini d'arme furono poi i baroni Adenulfo e Truda, definiti domini e feudatari in Napoli sotto re Manfredi, al quale resero il servizio militare nel 1260, allorché si apprestava alla guerra contro il Papa. Essi contribuirono altresì come militi nel 1270 alla spedizione per la Francia ideata da Carlo I.
In tale periodo il casato fu investito anche della castellania di Nocera nella persona del barone Enrico,  fratello di Consio. Questi ultimi che avevano seguito l'imperatore a Viterbo furono da lui rinviati nel Regno nel 1239 con i loro scudieri, con falconi e con 6 cavalli. Ereditiera dei feudi di Ossano, Gagliano, S. Maria di Specchia, Colciano, Casola, Barbiano e S. Salvatore fu la contessa Isolde, figlia di Enrico, moglie del conte Simone Gentile di Nardò, dal quale ricevette il feudo di Zullino. Rimasta vedova, fu data in sposa nel 1269 dal re Carlo I d'Angiò al barone Simone de Beauvoir, signore di Sternatia, Martignano, Ogliastro, Lavello, Azzolino, Belvedere e di vari altri feudi, nonché condottiero, giustiziere della Terra d'Otranto e maestro delle scuderie reali.
Nicola nel 1266 ebbe poi da Carlo I l'ufficio d'inquisitore dei beni dei partigiani di Casa Sveva in Monopoli, mentre Giovanni ebbe l'incarico di regio doganiero in Gaeta verso il 1289 e Guglielmo fu assessore presso il giustiziere di principato nel 1274.
Sempre sotto gli Angioini, la famiglia fu aggregata ai sedili della nobiltà napoletana da Carlo I d'Angiò per i servigi prestategli dal giudice di appello della Gran Corte e suo notaro favorito Ademario de Nuceria, secreto di Principato e di Terra di Lavoro, il quale viveva nobilmente con armi e cavalli, come riportò altresì lo storico Giovanni Antonio Summonte, presente nei registri del 1290 (A, f. 18 t.) e del 1308-309 (C, f. 74).  Legato del re, fu inviato a Pisa al fine di ottenere cinquanta galere dalla Repubblica per la Guerra di Sicilia. Del figlio il giudice Roberto, vicario regio in Nocera, si parla invece nel registro del 1272 (E, f. 182).
(Diploma di re Roberto per il conferimento dell’incarico di camerario a Giovanni di Nocera, Regist. lett. E. pag. 204)
Un altro Giovanni ottenne successivamente la dignità di milite, familiare e maestro ostiario della magione del re, ricoprendo gli uffici di camerario e capitano della città di Roma (responsabile dell'amministrazione delle finanze della Curia e dei beni temporali della Santa Sede, la cosiddetta camera thesauraria) e di regio tesoriere in Romagna, nel Ducato di Spoleto e nel Contado di Brescia. Benemerito, gli furono donate da re Roberto 20 once d'oro e una terra feudale: castrum montis Encis.
Rinnovando la propria vicinanza al clero, nel 1300 Jacopa, vedova di Guaimario de Nuceria, donò al cenobio della SS. Trinità di Cava un terreno con castagneto, nel luogo chiamato San Nicola delli Calamari, e Giovannotto, con l'assenso della madre Filippa e della moglie Bonanna, fece donativo all'Abate di Mater Domini nel 1348 di un fondo alli Ferrandi.
Nel 1309 Matteo fu erario in Abruzzo Citra e nel 1336 Nicola fu scudiero del Duca di Calabria. Nel 1322 Ugolino è riportato con la dignità di Milite, mentre Guglielmo nel medesimo tempo con quella di Regio Familiare. Essendo stato ques'ultimo importunato da regi ufficiali, il re Roberto scrisse al Giustiziere di Principato, affinché provvedesse a garantirgli il trattamento di suo Familiare, non imponendo sibi commissiones et alia servicia fiscalia ac incumbencia.
Nel 1315 il milite e giudice Rinaldo fu giustiziere e vicario di Giovanni d'Angiò nel Contado di Gravina; ed in seguito di erario in Terra di Lavoro. Nel 1319 Marino fu familiare della regina Violante e della regina Sancia d'Aragona, mogli del re Roberto, e preposito della Regia Panetteria.
Giureconsulto di rilievo, il giudice Martuccio compare nel Registro angioino del 1325-26 (O, fol. 117 t.). Mella, sua moglie, fu nel 1325 dalla regina Sancia inviata a Firenze alla nuora Duchessa di Calabria, perché potesse accudire suo figlio, del quale si attendeva allora la nascita. Tuttavia, morto prematuramente il neonato, fu richiamata in Napoli. A lei ed al figlio Roberto si assegnarono tre once d'oro annue vita natural durante. La rendita in seguito dal Duca di Calabria fu estesa al giudice Martuccio e tramutata in un vitalizio in perpetuo.
Nel 1340 Perrotto, infans de Nuceria, usufruì dell'indulto concesso a tutti coloro che, parteggiando per Casa Ungaro o Casa Rinaldo, avevano compiuto stragi, incendi ed altre scelleratezze. Venuto a mancare nel 1365, la vedova Filippa de Berardo di Eboli testò in tale anno a vantaggio del figlio Ruggiero. Nel medesimo anno Guglielmo di Nocera ebbe l'ufficio di Camerario della Badia cavese.
La dama Sibilla de Nuceria ebbe nel 1326 per ordine del cennato sovrano restituiti molti beni, urbani e rustici, usurpatile da Simone de Broya, Guglielmo e Nicola Ferraro ed altri nocerini.
Il milite Riccardo, da valletto e familiare della real Casa, venne intorno al 1335 prescelto a cavaliere stipendiario. Si congiunse in matrimonio a Florizia de Pontelandolfo, signora del feudo omonimo.
Nel 1410 Cecca, vedova di Marco di Nocera, abitante nella piazza del Galdo, fece donazione di terre a S. Pietro di Lanzara al monastero di Mater Domini.
Nel 1463 i Nocera ottennero anche in concessione il feudo di Melicuccà per volere di Papa Pio II con il principe Marino de Nuceria, il quale fu definito come "fedele vassallo e suddito".
Inoltre, la famiglia resse dal 1455 al 1478 il vescovado di Nocera, al tempo Nuceria Paganorum, con il frate dell’ordine dei predicatore Pietro.
Nel propagarsi della famiglia, un primo ramo si trapiantò in Cava, dove il Liber familiar. menziona Rocco nel 1229, Pietro nel 1224, Cicco e Giovanni nel 1328; e un altro in Eboli, ove, già presente dagli inizi dell’XI secolo con il conte Lamberto, la famiglia de Nuceria figurava tra le sovventrici della Corte il 1276 con la Caso, la Normandia e la Amato. Altri esponenti della stirpe passarono in Castellammare agli albori della dominazione angioina.

### Epopea stabiese

Arma principesca del Casato di Nocera con scudo accollato alla croce dell’Ordine di Malta

Che il ramo stabiese della famiglia fosse originario nocerino lo testificò anche il de' Pietri ed il Capaccio.
Nel 1316 Filippo de Nuceria di Castellammare fu inquisito di aver usurpato i beni della Corte; e nel 1414 intervenne in un istrumento rogato in Nocera Nicoloso de Nuceria di Castellammare, ivi domiciliato. Giovannella di Nocera nel 1468 ricorse alla R. Cam. con i signori Pierone, Nicola, Marino, Fabrizio e Baldass. de Baldinis contro l'apprezzo e la confisca dei beni eseguiti dall'università di Nocera: messer Benedetto nel 1475 ottenne che da questa università si riducesse la tassazione dei suoi possedimenti a quella precedente.

In Castellammare la famiglia accrebbe significativamente il proprio prestigio per la primazia dimostrata da taluni dei suoi esponenti nell'espletamento dei pubblici uffici e per l'adozione di un'accorta politica di alleanze matrimoniali con casate appartenenti alla nobiltà napoletana e stabiese, tra le quali figurano i de Avitaya, i Revertera, duchi di Salandra, i Longobardi, patrizi stabiesi, i Basurto, viceré e duchi di Alliste, i Rocco ed i d'Alessandro..

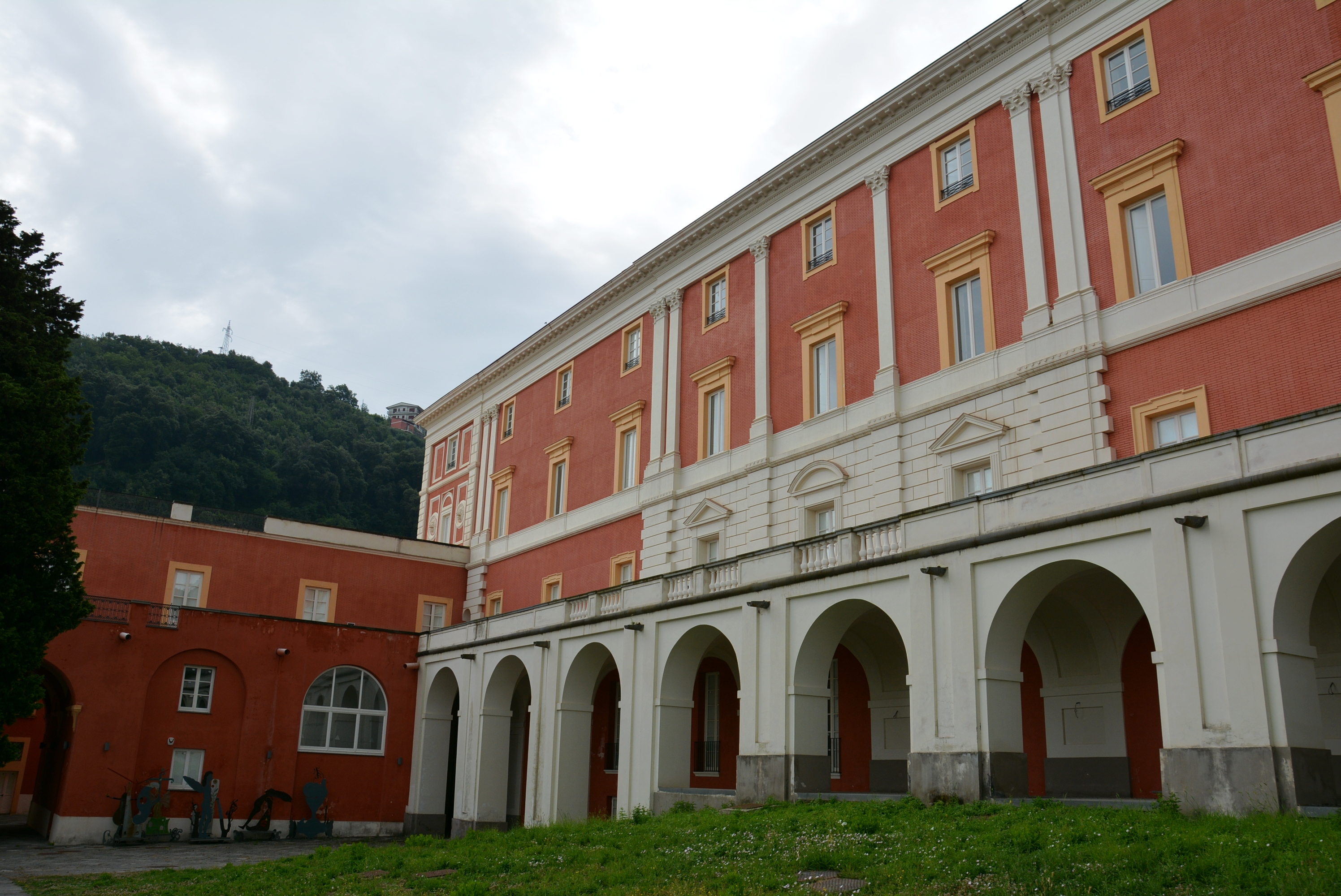
Palazzo di Nocera sino al 1598

Alfonso I, allorché legittimò il figlio naturale Ferrante con il benestare del Pontefice, dichiarandolo Duca di Calabria ed erede al trono, creò molti cavalieri, tra i quali il suo familiare Pier Giovanni di Nocera. Quest'ultimo procreò Antonetta, la quale si congiunse in matrimonio a Vincenzo Longobardi, patrizio stabiano, e Pietro, che, risultando un abile capitano, entrò nelle grazie del principe Ferrante, il quale, divenuto re, gli affidò la custodia di Castellammare dalle incursioni dei predoni, venendo da lui servito con onore nelle guerre contro il Duca d'Angiò. In riconoscenza dei suoi servigi, il sovrano aragonese gli donò la Reggia di Quisisana, decantata dal poeta Giovanni Boccaccio nel Decameron, che, edificata da Carlo II d'Angiò ed ampliata da Roberto, era stata sino ad allora dimora dei loro successori, come indica l'atto rogato dal notaio Nicola de Masso del 30 gennaio del 1484, dal quale si evince che Francesco Coppola, conte di Sarno, nonché castellano e governatore a vita di Castellammare, il 29 gennaio del 1484 aveva scritto a Giovanni Freapane, allora Capitano della città, la seguente lettera, riportando il contenuto di quella indirizzata al re Ferdinando I di Napoli:

Ferrante Il, inoltre, sperimentata la singolare competenza di Pietro di Nocera nelle imprese di mare, come nelle terrestri, lo nominò generale delle sue galee. Successivamente per ragioni ignote gli fu tolto il dominio di Quisisana, essendone stato fatto dono nel 1495 a Pietro Morello, medico di Corte. In seguito, il 18 luglio del 1498 il re Federico d’Aragona aveva convalidato ex novo tale possedimento alla famiglia con un diploma.  Pietro generò Pier Giovanni II, altrimenti noto come Pirro Giovanni, che possedette, per compera o per donativo reale, le entrate della Porta, del Quartuccio e della carne di Castellammare, consistenti in grana 2 per ogni carro ed in 2 danari per ogni soma. Sposò la nobildonna Silvia d'Alessandro, della stirpe dei duchi di Pescolanciano, sorella del duca Giovanni Battista d’Alessandro di Castellina, nobile del Seggio di Porto, tra i fondatori del Pio Monte della Misericordia. 
(Intorno alla reliquia del cranio di S. Catello che si conservava nella Chiesa del Gesù,
Francesco Di Capua bibliotecario ed archivista del M.R. Clero)

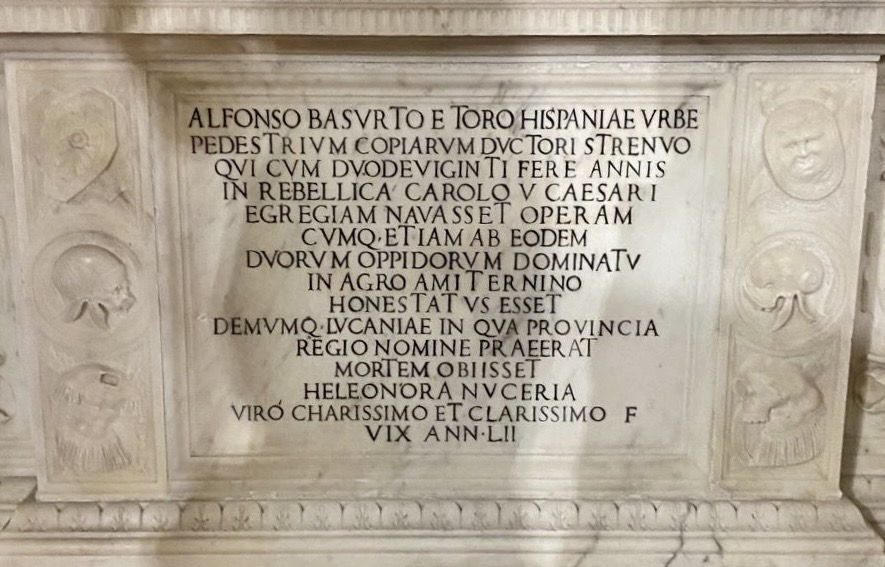
Iscrizione relativa alla viceregina Eleonora di Nocera presso la Pontificia reale basilica di San Giacomo degli Spagnoli

Figlio di Pier Giovanni fu Pier Giovanni III, che nel 1572 si trovava sotto la tutela della zia Eleonora di Nocera, viceregina, talvolta riportata come Diana o Dianora, e che ripristinò la Gabella del Quartuccio. Questi, nel 1605, acquistò da Giov. Franc. Vergara ann. ducati 24 sui frutti di diversi terreni burgensatici in Castellammare. Inoltre, ebbe il patronato della chiesa della Maddalena, adiacente alla succitata reggia, ove creò il Conservatorio delle donzelle povere, e fu il fondatore nel 1609 della chiesa di Gesù e Maria e del suo Collegio gesuita presso la città stabiese con un contributo di 13.400 ducati, della quale Francesco ampliò il Collegio gesuita. Lo stesso Nocera, secondo quanto riportato nell'atto notarile, decise l'allora nome del complesso in Santa Maria del Soccorso:
Informato frattanto, per mezzo dei Sorrentini, dell'esistenza di una reliquia di San Catello nel monastero dei Conventuali in Itri, Pier Giovanni pensò di procurarsela per arricchirne la recente chiesa del Gesù da lui edificata. Dopo lunghe trattative, con l’ausilio dell'opera e dell'influenza dei Gesuiti, ottenne di fare una permuta: egli avrebbe dato ai Conventuali d'Itri una reliquia di San Marcello, consistente nella metà d'un braccio, e quei padri avrebbero donato a lui la reliquia di S. Catello, consistente, secondo le parole dell'antico documento, in una parte dell'osso frontale e in una'altra parte dell'osso mascellare inferiore: « reliquiam beati Catelli consistentem in quantam partem ossi frontis et quantam partem ossi mentis subtus barbam ». Il nove ottobre 1616, nel convento di San Lorenzo maggiore in Napoli, convennero il padre provinciale dei Conventuali, il guardiano, il commissario generale ad hoc e il notaio Giovantonio Catino di Itri da una parte e Pier Giovanni dall'altra; accesi tre lumi per maggiore solennità: « tribus luminibus accensis pro servandis solemnibus», fu rogato l'istrumento di permuta delle reliquie, per mano del notaio Carlo Lombardo di Napoli, nella curia del notaio Fabio Romano. Fatto Istrumento, esso però non ebbe subito esecuzione; Pier Giovanni dovette superare molte altre difficoltà per vincere la riluttanza dei Conventuali d'Itri a consegnare la reliquia di S. Catello. Più di un anno dopo, mediante il dono di alcuni parati d'altare, ottenne che fossero eseguiti i patti sanciti nell'istrumento. Il 20 dicembre 1617, tutti i padri Conventuali del monastero di Itri, congregati e radunati insieme « congregati et coadunati in unum », secondo il costume e nel luogo solito delle adunanze « more et loco solito, in dieto loco», premesse le preci di rito e sonato il campanello « ad sonum campanelli », approvarono e ratificarono la permuta stabilita nell'istrumento del 9 ottobre 1616. Donata ai padri Gesuiti, la posero nel petto di una statua dorata del nostro Protettore, custodita nella loro Chiesa del Gesù.
(Istoria della compagnia di Giesú, appartenente al regno di Napoli)
Urbis hujus velut Patriae studiosissimo,
Collegii Fundatori; 
Quod hoc praeterea Templum
In Deum , in homines munificus.
Excitaverit,
Societas Jesu.»
(Istoria della compagnia di Giesú, appartenente al regno di Napoli)
(Epitaffio scritto da Eleonora)

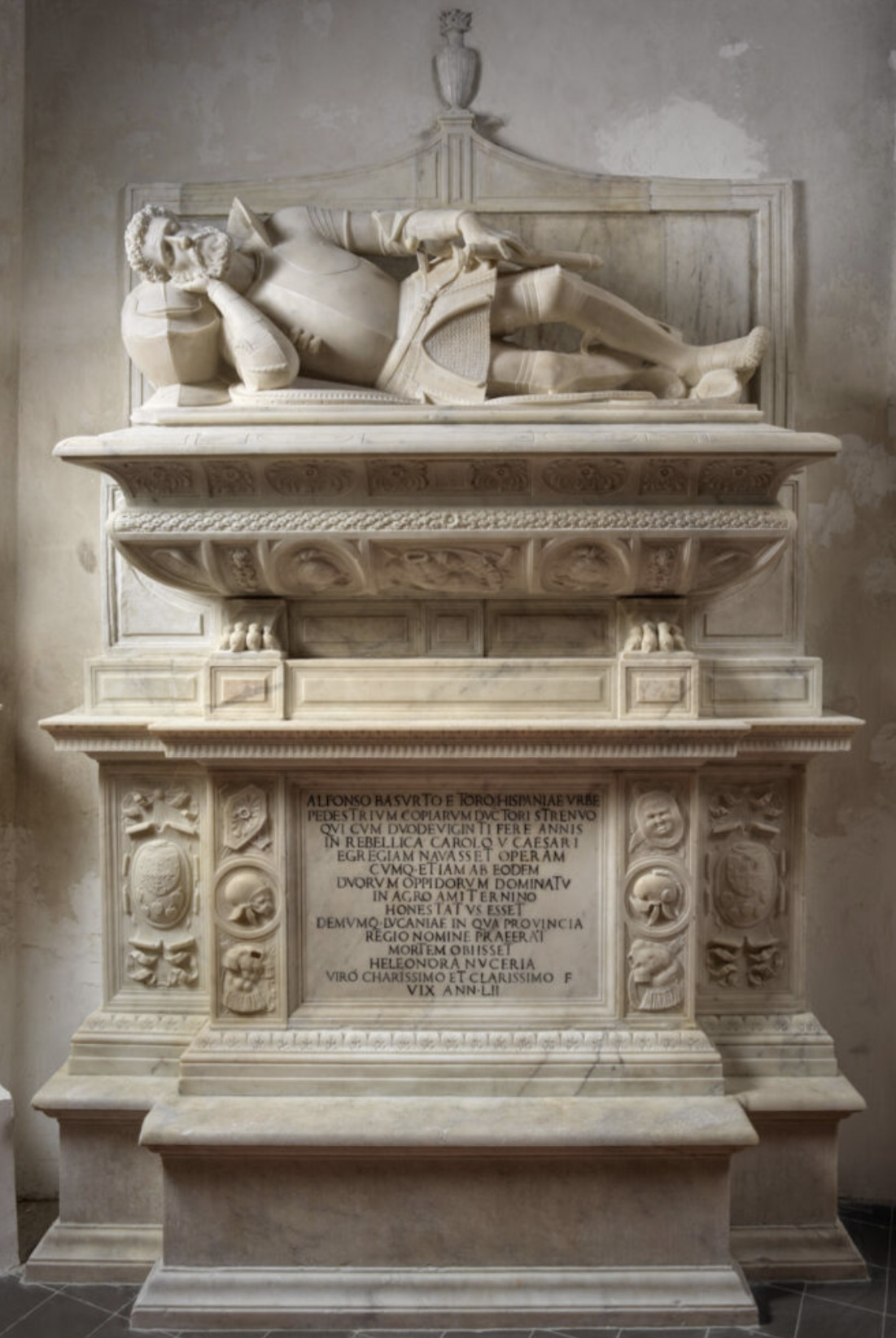
Monumento funerario, ad opera di Annibale Caccavello e Giovanni Domenico D’Auria, eretto da Eleonora di Nocera

Si spense nel 1625 in Napoli presso la Casa Professa dei Padri Gesuiti, morendo senza aver fatto i voti ma avvolto dalle stesse vesti dei religiosi, ai quali lasciò tutti i propri averi, con cui furono istituite tre scuole e missioni attive in tutto il territorio. Sposò la dama Giulia dei duchi Basurto, sua cugina, in quanto nipote di Eleonora, moglie dal 1530 dello spagnolo Alfonso Basurto «Capitano fortissimo di gente a pie', che a soli 18 anni servì Carlo V imperat. nelle guerre», dal quale sovrano ebbe i feudi di Pizzoli e di Tornainparte in Abruzzo ulter. e due terreni presso L'Aquila (a. 1532), e fu creato Viceré di Basilicata. Morto Alfonso, Eleonora gli pose un epitafio nella chiesa di S. Giacomo degli Spagnuoli in Napoli. Francesco Basurto, nato da Alfonso e dalla Nocera, donò alla madre le indicate terre di Pizzoli e di Tornainparte; ma ella vendette la prima a Ferrante de Torres col titolo di Marchese (a. 1575) per ducati 12.000 e la seconda a Luca del Pezzo. Eleonora sposò in secondi voti il Reggente Revertera, signore di Miglionico e Calciano, vice governatore della città di Napoli, luogotenente della Regia Camera Sommaria nel 1548, presidente del Sacro Regio Consiglio nel 1556 e I barone di Salandra, dal quale si originarono i duchi di Salandra. In seguito al matrimonio, la Nocera comprò da Andronico Cavaniglia la baronia di Crispano presso Napoli per ducati 17.000.

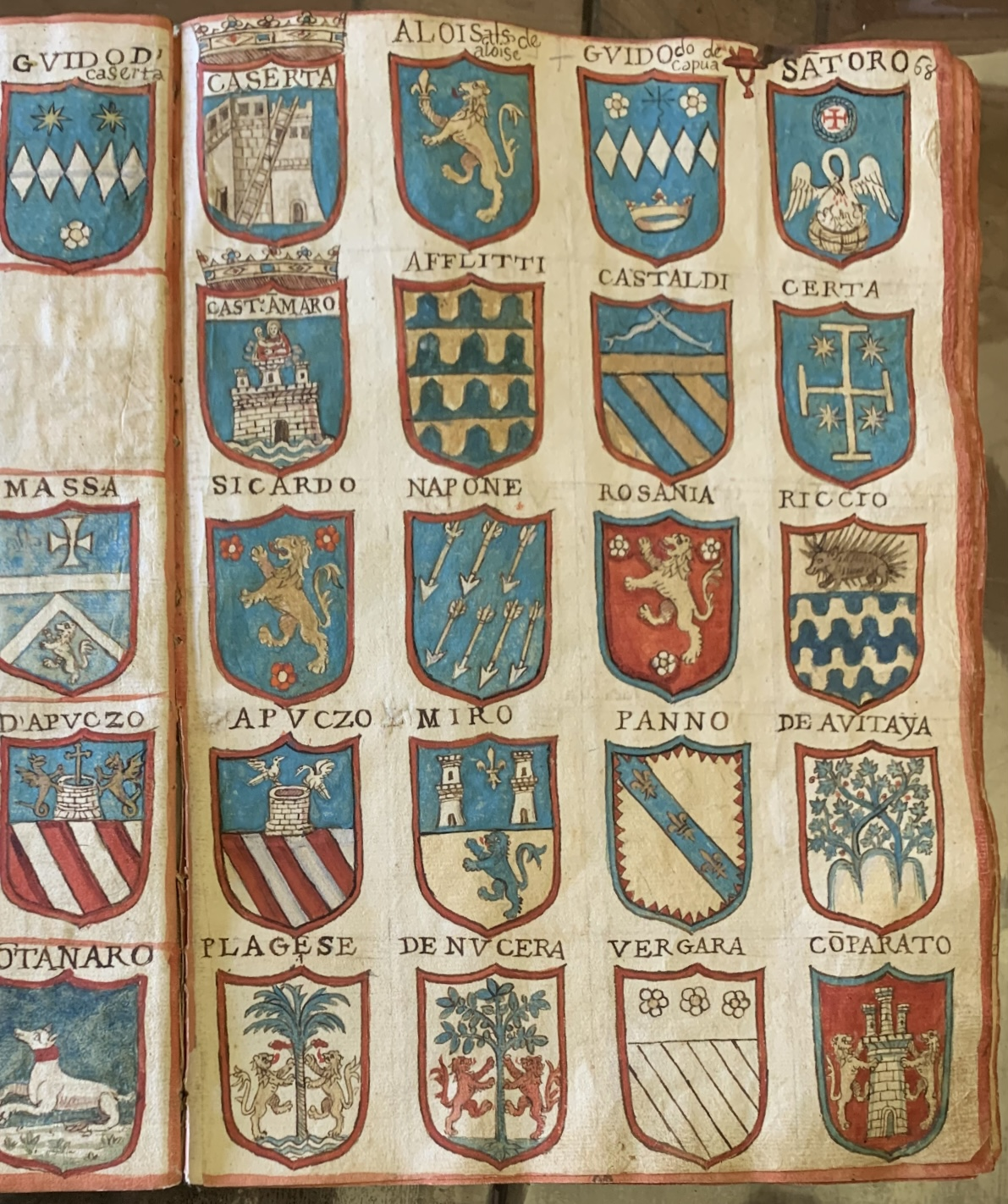
Blasone dei Nocera tra gli stemmi di alcune delle nobili famiglie di Castellammare di Stabia del XVII secolo, conservati presso la Biblioteca Nazionale di Napoli

Nel 1541, la casata insieme ad altre nobili famiglie quali i Baccari, Vergara, Certa, Sicardo, D'Afflitto, Trentamolla e Castaldo, costituì un Seggio in Castellammare, stabilendone gli statuti. Ivi, la famiglia possedette, poi, altre cappelle gentilizie nel convento di San Francesco, nella chiesa di Gesù e Maria e nella Concattedrale di Santissima Maria Assunta e San Catello.
Alcuni esponenti della famiglia furono anche ricevuti nel Sovrano Militare Ordine di Malta in tale periodo.
Tra i militi si annoverano altresì Moschino di Nocera, tra le lance al servizio di Alfonso II (1487); Giuliano, armigero di Ferrando I (1462), Alonzo e Benedetto, uomini d'arme al seguito di don Ugo de Moncada; ed il secondo di essi entrò come lancia nella compagnia di Ferrante Castriota con stipendio di ann. ducati 100; Pier lacopo, distintosi nella battaglia di Lepanto (ott. 1571); Giovan Angelo, prorietario di Quisisana, cavaliere di Malta (balì e siniscalco di Napoli) e condottiero. Nel 1557 fu capitano della coronellia del conte di Potenza e nel 1560 partecipò alla battaglia di Gerba in qualità di Sergente maggiore delle Genti della Religione. Durante un breve periodo di pace, nel 1564, si dedicò alla ristrutturazione dell'avito Palazzo di Quisisana per poi tornare a combattere, come unico sergente maggiore italiano del Terzo della Religione, un gruppo di cavalieri scelti capeggiato dal col. commendator don Diego de Guzman, a presidio di Malta dall'assedio di 48.000 turchi, al comando di 2.000 dei 6.100 uomini dello schieramento cristiano. Nel 1567, era ancora attivo nell’Ordine di Malta, assieme ad altri quarantuno cavalieri gerosolimitani della lingua d'Italia. Sua sorella Ovidia sposò il nobile Giacomo de Avitaya.
Pubblico ufficiale del Regno di Napoli fu Giovan Antonio, il quale nel 1528 fu creato “Notaio dell'inclita città di Napoli, conservatore ed archivario di tutte le scritture ed istrumenti di essa Città e Deputazioni”. Ebbe, inoltre, a partire dal 1519 un ruolo significativo nella costruzione della chiesa di Santa Maria delle Grazie Maggiore a Caponapoli e l'incarico di esattore della Dogana di Napoli nel 1579. Mancato nel 1588, si osservava il suo sepolcro nella Basilica di San Lorenzo Maggiore di Napoli dinanzi la porta del coro. 
A partire dal 1566, il duca Ottavio Farnese intraprese un’azione legale contro la casata, rivendicando il possesso del bosco e del Palazzo di Quisisana. La disputa si risolse nel 1598 attraverso una transazione tra Sempronio Scachino, rappresentante del duca Ranuccio Farnese, nipote di Ottavio, e Pier Giovanni, con la cessione ai Farnese il 15 aprile 1598 di Quisisana per 12.192 ducati, 4 tari e 15 grana, cifra irrisoria rispetto al reale valore della tenuta.
Nel 1664, il frate cappuccino Andrea di Nocera, architetto, ingrandì e ristrutturò il Convento di San Francesco in Quisisana, sebbene il territorio non appartenesse più alla famiglia.

### Disimpegno dal Seggio di Castellammare
Il trasferimento degli interessi principali della casata condusse tuttavia al graduale e inevitabile disimpegno dalla gestione del Seggio di Castellammare, culminato all'indomani del 1598, data della cessione di Quisisana ai Farnese. Per tale motivo alcuni cronisti e genealogisti dissero "trasferita" la famiglia di Nocera, benché si abbia notizia di diversi esponenti di essa in Castellammare nel corso del Seicento. Nel 1618 è ancora annoverata tra le famiglie patrizie della città.
Nel XVII secolo il casato, ancora presente in Nocera, si diramò anche in Sant’Egidio, il cui stemma comunale fu tratto da quello della famiglia, Sarno, Nola, Napoli ed infine Secondigliano.

### Ultimi esponenti residenti nell’Agro nocerino-sarnese
Dalle antiche Numerazioni dei Fuochi e da altre scritture si apprende, poi, il nome di alcuni notai appartenenti alla famiglia, attivi nel medesimo periodo in Nocera. La Numerazione del 1532 infatti dà notizia del notar Giovan Tommaso di Nocera del Casal d'Iroma, ben provvisto di mezzi pecuniari, dimorante in Lanzara, e padre di Fabio e di Cesare, il primo dei quali fu il notar Luise Fabio di Nocera, menzionato in atto del 1590 nell'Archivio vescovile.
Nella Numerazione di San Severino del 1643 e in quella di Nocera del 1664 è nominato il notar Antonio di Nocera, del villaggio Monticello, Scriba presso la Gran Corte di Vicaria e poi del S. R. Consiglio. 
Esponenti di rilievo nelle pubbliche gerarchie furono altresì Nicolantonio, che fu Viceduca della città e dello Stato di Nocera nel 1718, ed il dottor Giuseppe, vivo per circa la metà del Settecento.

### Dall’insediamento nel Napoletano al fervore economico della Rivoluzione industriale

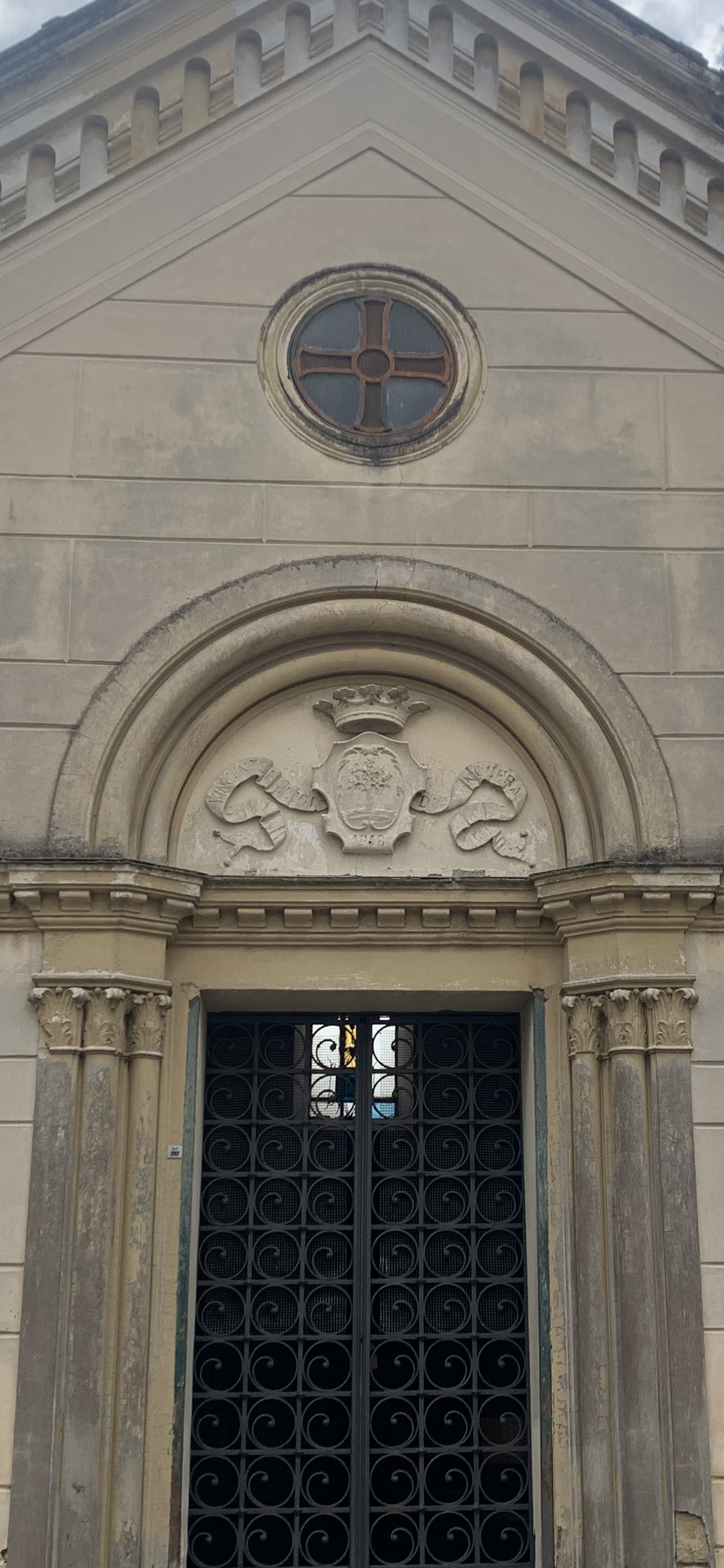
Una delle cappelle gentilizie del casato in Secondigliano

Il clima di incertezza imperante nel golfo di Napoli all'inizio del Seicento, per le sempre più frequenti crisi pestilenziali e la situazione politica e di ordine pubblico, che lasciava presagire i sommovimenti popolari che sarebbero inesorabilmente deflagrati alla metà del secolo, indusse molte famiglie nobili a cercare nell’entroterra partenopeo altre forme di interesse e di investimento fondiario.
Non si eccettuano i Nocera, che si stabilirono nel corso del XVII secolo in Secondigliano, allora regio casale alle porte di Napoli, sviluppatosi economicamente ed urbanisticamente perlopiù a seguito dell’apertura della strada di Capodichino (1582-86), nonché del principale ingresso della città partenopea al tempo. Ivi, diede i natali a giuristi, religiosi e ad una dinastia di industriali tessili e banchieri.
Ai membri della famiglia fu accordato il trattamento di Don e Donna, come si inferisce da tutta la documentazione secondiglianese. Inoltre, goderono di nobiltà familiare nel corso di tutto il regno borbonico in base al Real Dispaccio del 25 gennaio 1756, al Real Dispaccio di Ferdinando IV del 24 dicembre 1774, al Real Dispaccio del 27 novembre 1780, al Real dispaccio 20 dicembre 1800.
Attivo in Secondigliano tra il XVII ed il XVIII secolo fu il notaio Don Francesco Santolo di Nocera.
Suor Antonia dell’Ascensione († 1779, Scala), al secolo D. Anna di Nocera, fu invece nota per essere stata una dei corrispondenti di Sant’Alfonso Maria de’ Liguori. Nata nel 1695 a Secondigliano, proveniente dal conservatorio carmelitano di Marigliano, nel quale aveva professato con il nome di Perseverante Maria della Croce, entrò nel conservatorio di Scala il 20 maggio 1724, vestendo l’abito religioso il 1º gennaio 1727. 
La tradizione ecclesiastica e giuridica della casata, consolidatasi nell'età moderna, è proseguita sino all'epoca recente.
In tale periodo Secondigliano divenne celebre per la fertilità delle sue terre, irrigate da fiumi e torrenti che attraversavano le valli circostanti. Numerose ville nobiliari, circondate da giardini ben curati e ampie terrazze, ospitavano l'élite napoletana, continuativamente a contatto con i Nocera, composta da nobili e facoltosi mercanti, i quali vi trascorrevano i mesi estivi per sottrarsi al caldo opprimente e alle insalubrità urbane. Le residenze erano spesso circondate da agrumeti e vigneti, e i contadini, impegnati nella coltivazione dei campi, contribuivano al sostentamento della città di Napoli. 
Anche nell’età contemporanea la famiglia continuò di fatto ad avere esponenti di primo piano nei diversi ambiti della società prima del Regno delle Due Sicilie e poi d'Italia. Tra le attività principali appartenute ai Nocera si annoverano infatti una banca ed un’industria, rispettivamente antesignane del nascente movimento cooperativo del credito popolare e della filiera dei tessuti misti di lana e cotone nel Mezzogiorno d’Italia. Rilevante nella casata fu altresì l’impegno profuso da taluni esponenti nelle professioni notarili, forensi e sanitarie.

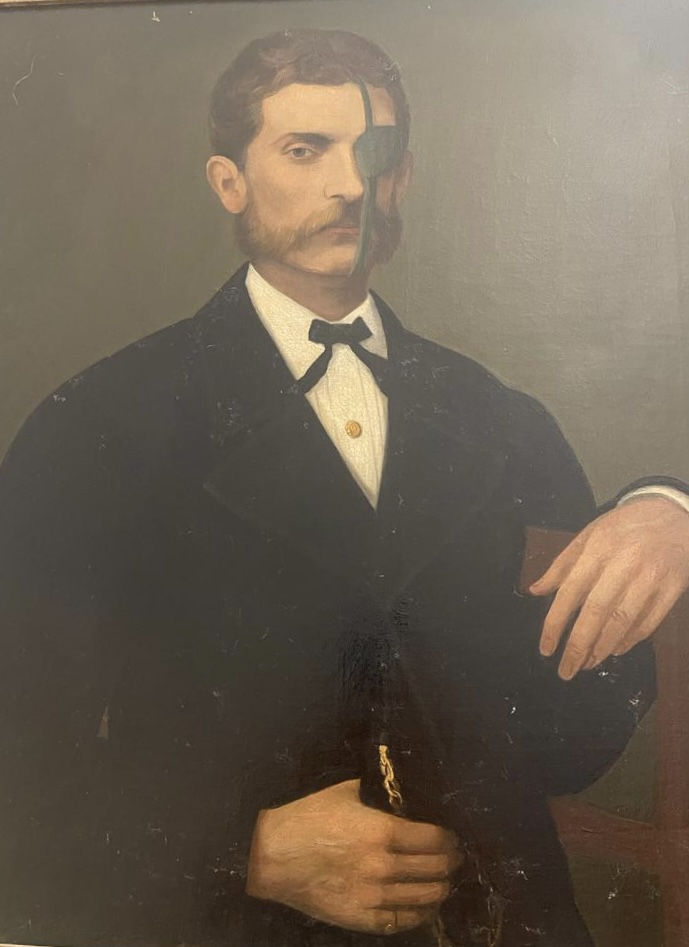
Don Vincenzo Alfonso Cosmo Damiano di Nocera

La famiglia si diramò in molteplici rami in Secondigliano, dei quali il principale e tuttora fiorente fu originato da Don Alessandro, discendente del notaio e possidente Francesco Santolo, dal quale nacquero tra gli altri D. Antonio e D. Cosmo, entrambi industriali tessili, i cui rispettivi eredi furono D. Vincenzo Alfonso e D. Luigi, protagonisti dell’acme dell’attività tessile e bancaria della famiglia. D. Vincenzo fu generato dall’unione di D. Antonio con D. Chiara Maria Miranda, appartenente ad una famiglia di facoltosi proprietari terrieri e sorella del notaio Cosmo Miranda. Dal matrimonio nacquero altresì il banchiere cav. D. Alfonso Cosmo, i sacerdoti D. Pietro ed D. Alessandro e le suore D. Maria Filomena, D. Maria Giuseppa e D. Maria Carmela, quest’ultima nata dal difficile parto di D. Chiara Maria senza il ricorso all’allora ormai inesorabile e probabilmente fatale cesareo, grazie all’intercessione dei Santi Cosma e Damiano, secondo le cronache dell’epoca:
(I due santi anargiri, ovvero Vita, gesta e trionfi de' santi martiri Cosma e Damiano opera del sacerdote Giosuè Miranda)
Ai vertici della banca BPS, costituita il 30 giugno 1883 con atto rogato dal notaio Francesco Mele, vi furono diversi esponenti della casata: a D. Luigi, primo presidente del consiglio d’amministrazione della banca, successero nel medesimo ruolo, dapprima,  D. Alfonso Cosmo e, poi, D. Damiano. Lo statuto, suddiviso in 101 articoli, fu poi revisionato e adattato alle esigenze sopraggiunte nel 1946 e nel 1962. Nel testo originario si legge: "Preferendo mai sempre il servizio de' prestiti sopra i pegni, di cui la cittadinanza meno agiata, ha tanto bisogno per distruggere l'usura".

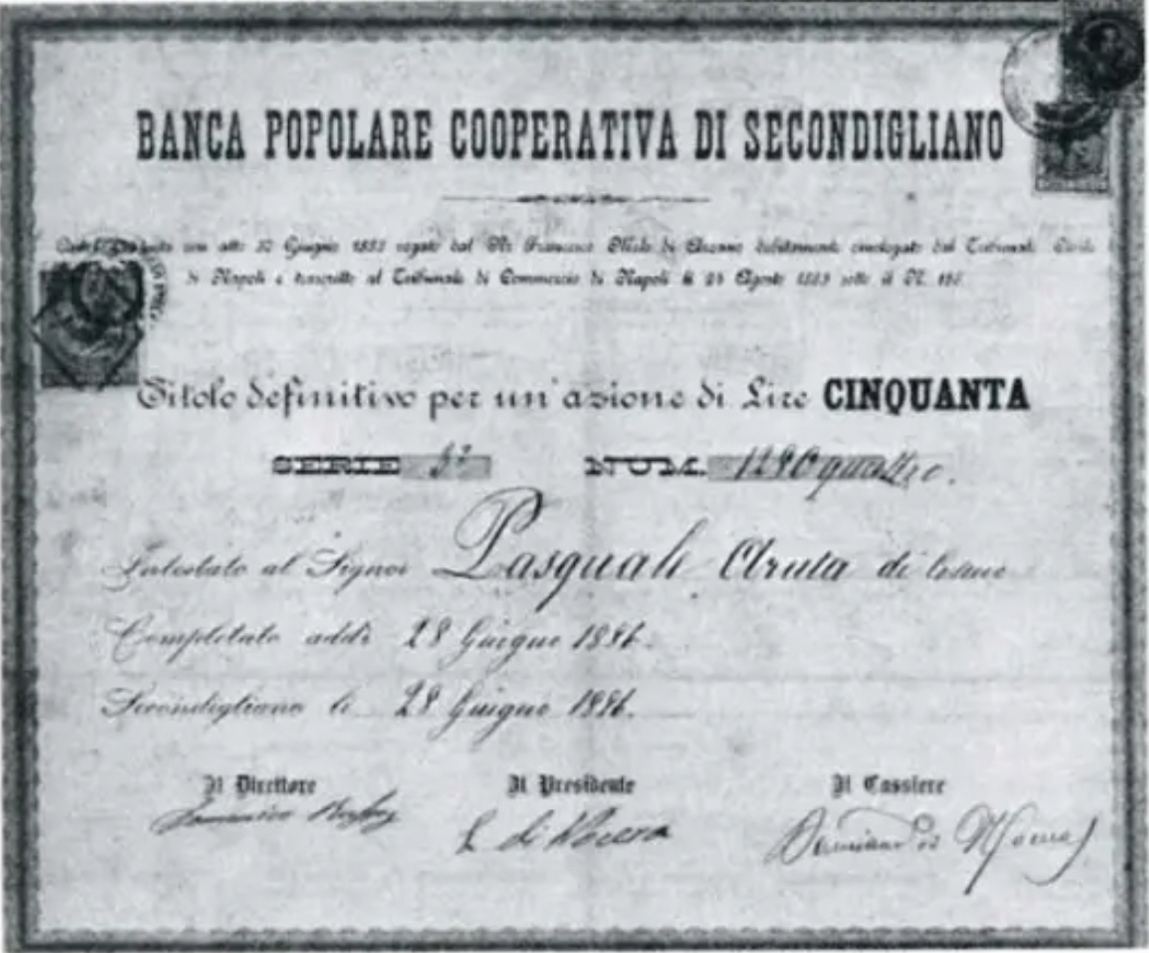
Un’azione della BPS (in calce le firme del presidente Luigi di Nocera e del cassiere Damiano di Nocera)

Nel bilancio del 1926, il capitale versato e i depositi milionari dell’istituto di credito superarono il doppio di quelli della Banca di Credito Popolare di Torre del Greco, con la quale si fuse nel 1971. La banca fu attiva soprattutto nello sviluppo urbano e nella crescita economica della città metropolitana di Napoli, prestando denaro a privati e comuni e contribuendo al Risanamento di Napoli.
Contestualmente all’attività bancaria, la famiglia s’impegnò altresì in opere filantropiche e nell’amministrazione della maggiore industria di tessuti misti di lana e cotone dell’Italia meridionale. Commendatore dell'Ordine della Corona d'Italia, D. Luigi, infatti, oltre a svolgere l'attività di banchiere si dedicò alla gestione degli opifici tessili e allo sviluppo infrastrutturale ed economico del territorio, conseguendo significativi successi con la realizzazione di opere pubbliche, tra le quali figurano scuole, nosocomi, nuove strade e l'estensione della rete dell'acquedotto del Serino, il maggiore acquedotto campano. Benemerito, a lui fu dedicata una delle piazze partenopee, Piazza Luigi di Nocera.

In seguito all’abolizione del feudalesimo, la casata si cimentò altresì nella amministrazione locale, presso la zona dei propri possedimenti, noverando quattro sindaci dell’allora comune di Secondigliano (dal 1926 quartiere di Napoli, temporibus illis comune florido ove taluni nobili napoletani avevano dei possedimenti, caduto nel degrado soltanto nella seconda metà del ‘900), che sotto la guida della famiglia visse un notevole ed inedito sviluppo economico e sociale: D. Raffaele, D. Antonio, D. Luigi, promotore della costruzione del municipio stesso, e D.Alfonso Cosmo. Risalente al Maggio del 1854 è l’atto con il quale il sindaco Don Antonio di Nocera dichiarò i Santi Cosma e Damiano protettori del comune di Secondigliano. I quattro politici, nel corso del XIX secolo, favorirono infatti l’afflusso di nobili, possidenti, mercanti e intellettuali partenopei e la nascita di banche, tra cui proprio la BPS, cotonifici, pastifici e stabilimenti di vario genere, come i pastifici Improta e Barbato, la ditta di formaggi dei Baroni Carbonelli di Letino, il cui provolone "Carbonelli IGP" viene tuttora prodotto e commercializzato dall'azienda Zanetti, le vetrerie Simonetti ed i cotonifici e lanifici di proprietà della famiglia di Nocera.  A tale fervore economico e culturale conseguì una pregevole espansione edilizia all’insegna dell'architettura neoclassica e neorinascimentale, sobria ed elegante, che andava di pari passo con giardini sontuosi, impreziositi da piante, statue e fontane. Tra gli esempi più rappresentativi di tale architettura figurano lungo corso Secondigliano, oltre al Palazzo di Nocera, ispirato al Palazzo Sanfelice e concepito come residenza ed edificio di rappresentanza,  il Palazzo Argenta, il Palazzo al civico 209, il Palazzo Capasso-Visconti, la Villa Alfieri (già Villa Capasso) e i Palazzi dei baroni Carbonelli di Letino, costruiti nel ventennio tra il 1880 ed il 1900.

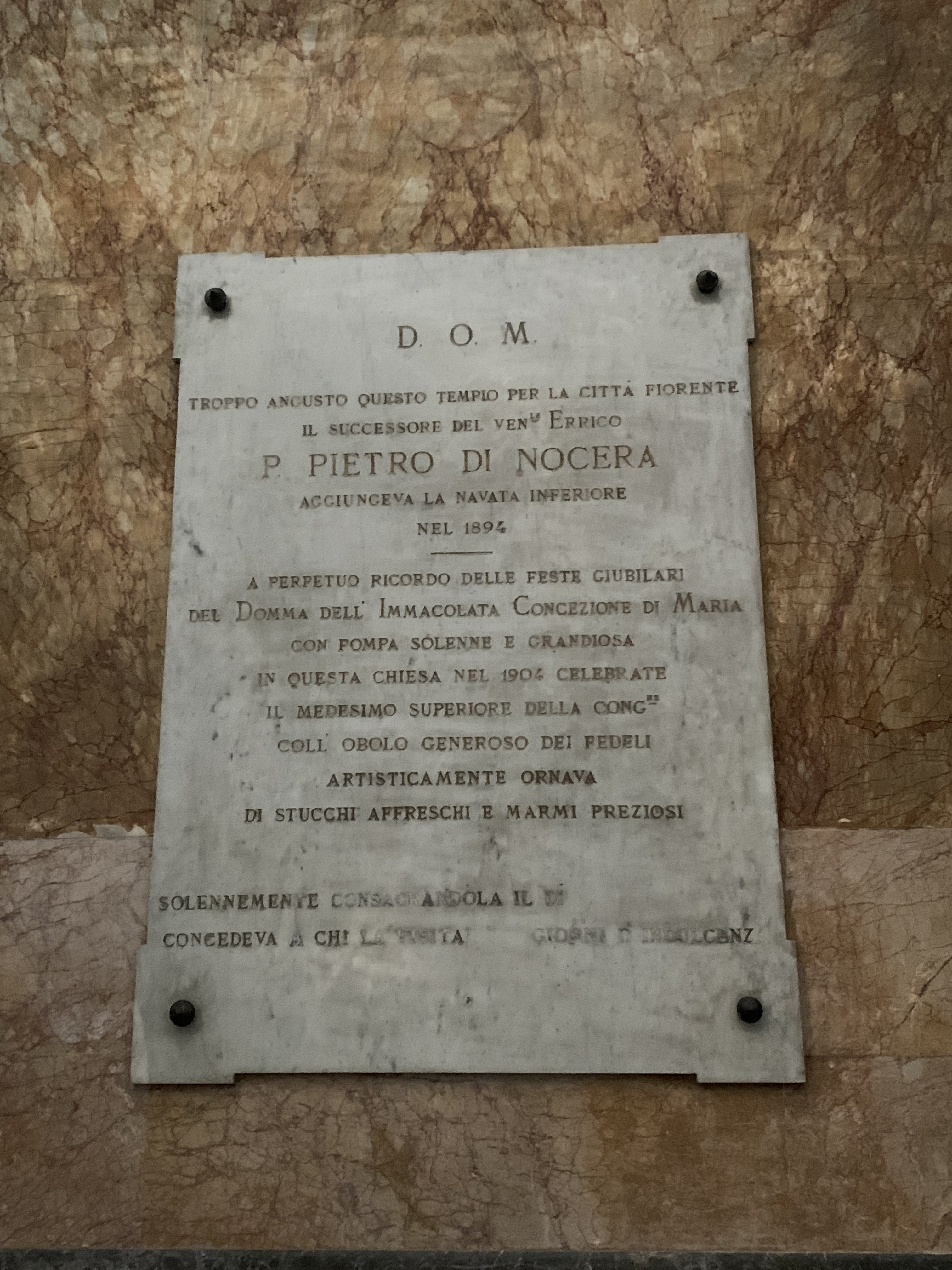
Epigrafe di Don Pietro nella Chiesa dell’Addolorata

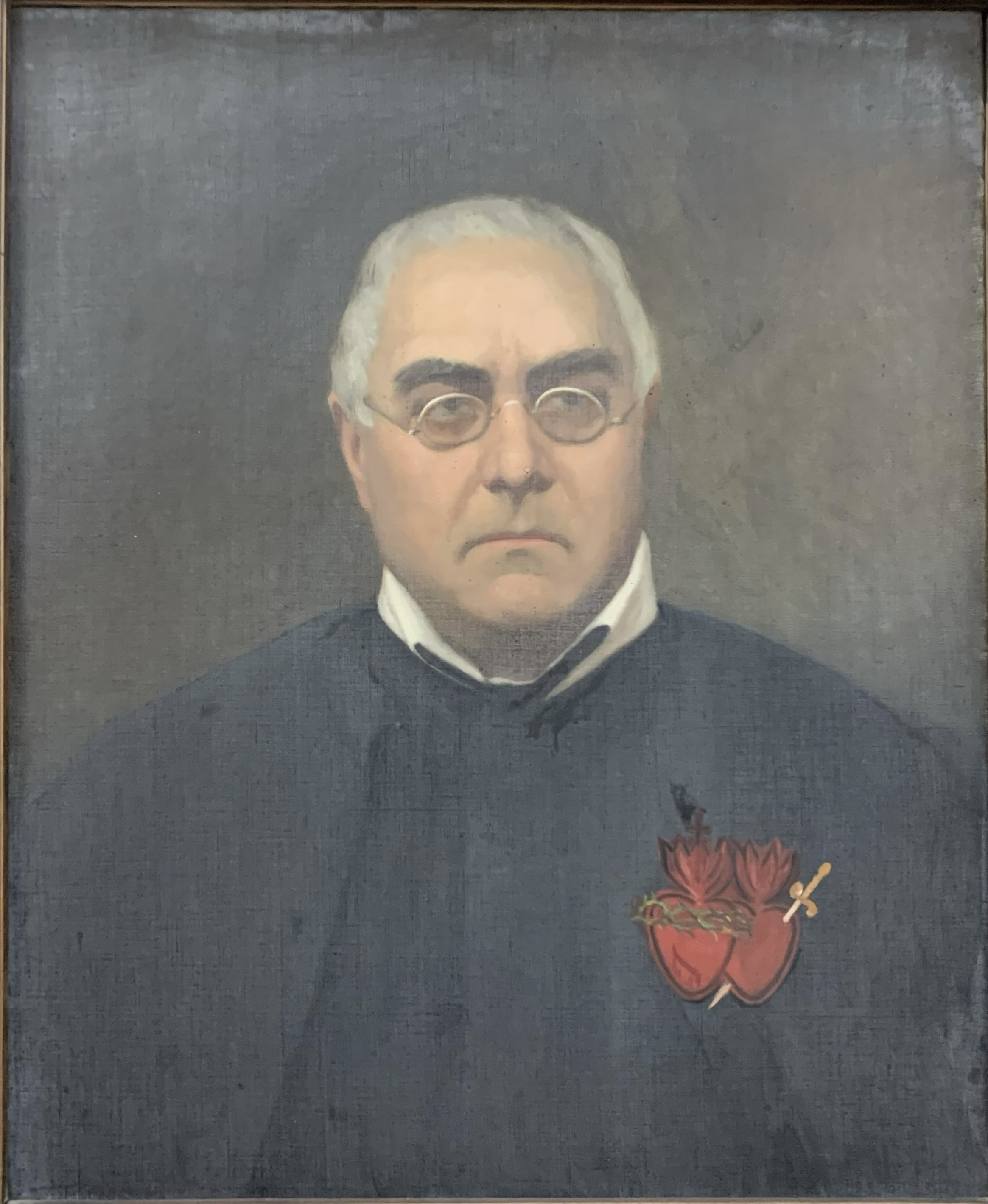
Don Pietro Cosmo Damiano di Nocera

Ad alcuni membri del casato, inoltre, si deve la rifioritura dell’Ordine dei Missionari dei Sacri Cuori di Gesù e Maria (precedentemente patrocinato anche dai principi romani Santacroce, patroni della Chiesa di Santa Maria in Publicolis, tuttora sede della congregazione), l’attuale configurazione della chiesa dell’Addolorata e la manutenzione della Chiesa dei Santi Cosma e Damiano, la quale fu ristrutturata a seguito degli eventi bellici del secolo successivo anche grazie alle oblazioni di D. Vincenzo e D. Luigi, eredi di D. Alfonso Cosmo. Auspici furono i prelati D. Alessandro e D. Pietro, quest'ultimo successore di San Gaetano Errico in qualità di superiore generale della Congregazione dei Missionari dei Sacri Cuori di Gesù e Maria, ne proseguì l’uffizio dal 1887. Merito di D. Margherita fu, invece, l'istituzione di una cappellania laicale, autorizzata con regio decreto del 1830 e certificata con atto notarile dell’anno successivo. In tal modo, fu corroborata ulteriormente la vocazione religiosa della famiglia viva sin dal Medioevo in laici e chierici.
Prime ad essere edificate nel cimitero napoletano di Secondigliano furono le due pregevoli cappelle gentilizie commissionate separatamente da D. Luigi e D. Antonio di stile rispettivamente neogotico e neorinascimentale. Ad opera dei nipoti del secondo furono invece le ultime due strutture sepolcrali. 

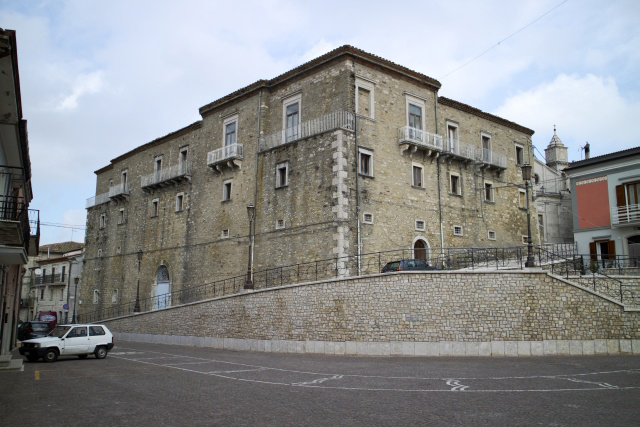
Palazzo di Nocera-Moscatelli

Il casato, inoltre, continuò a contrarre vincoli di parentela con altre famiglie nobiliari, tra le quali si annovera casa Moscatelli di Castelvetere, rappresentata al tempo dal marchese D. Carlo Moscatelli di Castelvetere. Eredi della casata, ormai estinta, sono i Nocera attraverso i matrimoni con D. Olga e D. Carlotta Moscatelli.
Capo della famiglia per più della prima metà del XX secolo fu il principe cav. uff. Don Antonio di Nocera (1873-1962), figlio di D. Vincenzo Alfonso (fratello del superiore generale D. Pietro e cugino dell’industriale e banchiere D. Luigi), nipote di D. Antonio e pronipote di D. Alessandro. Medico e allievo di Antonio Cardarelli, laureatosi  presso l'Università degli Studi di Napoli Federico II, esercitò la professione sino agli ultimi anni della sua vita con estrema dedizione, in accordo a quanto si apprende dai suoi diari oggi di pubblico dominio e dalle cronache locali. Committente dell’ultima cappella gentilizia della famiglia, fu il bisnonno dell'attuale capo della casata, cui è stato imposto il medesimo nome.

### Eredi del Casato
La famiglia è tuttora fiorente nelle sue varie diramazioni: ultimi eredi del ramo primogenito di fine settecento, i discendenti del dott. D. Antonio vivono tra Napoli e Roma, mentre i rami collaterali si sono diramati tra Ottocento e Novecento in varie città d'Italia ed in Sud America.

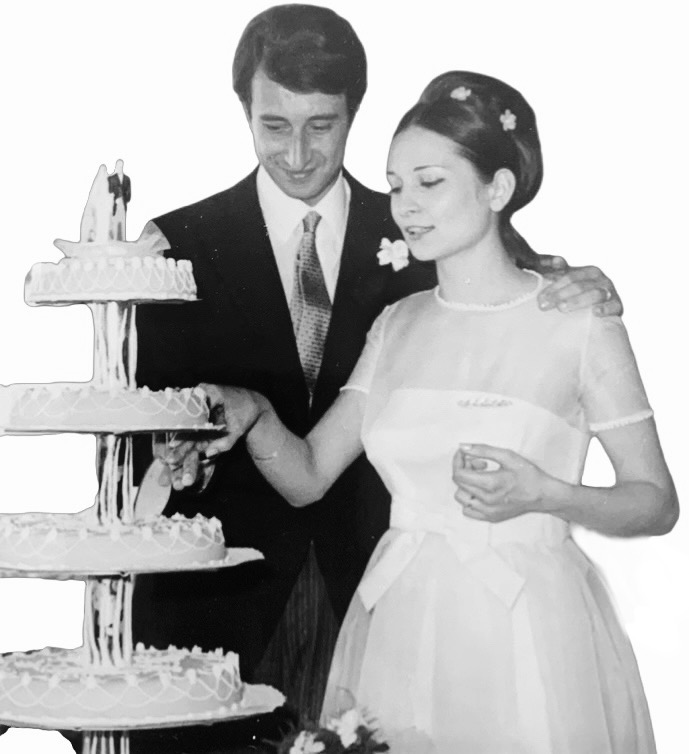
Don Antonio Cosmo di Nocera con la moglie Silvana Serena Improta al momento del taglio della torta nunziale

L'attuale capofamiglia è Don Antonio di Nocera (nato nel 1971), principe del sangue, conte di diritto longobardo e nobile del Seggio di Castellammare di Stabia, titolare unico dei diritti di successione al trono di Salerno ed al rango principesco in ottemperanza alle disposizioni dinastiche longobarde, essendo il primo discendente vivente in linea patrilineare della stirpe dei sovrani Dauferidi, con l’estinzione degli Alfano de Notaris avvenuta nel 2016. Nato nel medesimo anno della fusione tra la BCP e la banca amministrata dal nonno, fondata dall’avo Don Luigi di Nocera, con sede nel Palazzo di Nocera, fu generato dall’unione di Don Antonio Cosmo (nato nel 1941, nipote del dott. D. Antonio) con Silvana Serena Improta, di ascendenza materna bergamasca e trentina, nipote dell’on. cav. lav. Pasquale Improta e cognata del nipote omonimo del sen. cav. lav. Achille Lauro, il più grande armatore della Storia del Mediterraneo, nonché erede primogenita degli Improta, una delle maggiore dinastie industriali del Mezzogiorno con solidi parentadi nobiliari, attiva con successo nell’imprenditoria sin dal Settecento e proprietaria di palazzi e ville, tra le quali figura una delle principali residenze del Miglio d’Oro. Residente in Napoli, svolge la professione forense e si occupa da anni di attività di volontariato presso la chiesa di Santa Maria della Mercede di Chiaja per tradizione familiare. Responsabile della tutela del patrimonio storico e culturale della famiglia, è padre del principe Don Antonio Maria di Nocera (nato nel 2007), suo successore alla reggenza del casato.
La sorella del principe D. Antonio Cosmo di Nocera, D. Maria Cristina, è madre tra gli altri dell’attore Alessandro Preziosi, nato dal matrimonio con l’avv. Massimo Preziosi, figlio del parlamentare monarchico avv. Olindo Preziosi. 
Esponenti odierni del ramo principale sono altresì l’imprenditore tessile D. Roberto di Nocera, il notaio D. Pietro di Nocera, il dirigente d’azienda D. Pietro di Nocera, il professore di microbiologia del corso di medicina e chirurgia presso l’Università Federico II di Napoli D. Pierpaolo di Nocera ed il console onorario del Messico comm. D. Cosimo di Nocera.
Il nome “Antonio” è molto presente nella genealogia familiare per la grande devozione dei membri a Sant’Antonio di Padova, il quale pronunciò una delle sue più significative prediche, un mese prima della morte, proprio da un albero di noce, figura caratterizzante dello stemma della casata. Nell’iconografia popolare, inoltre, il noce viene sovente associato al Santo portoghese.

## Arma

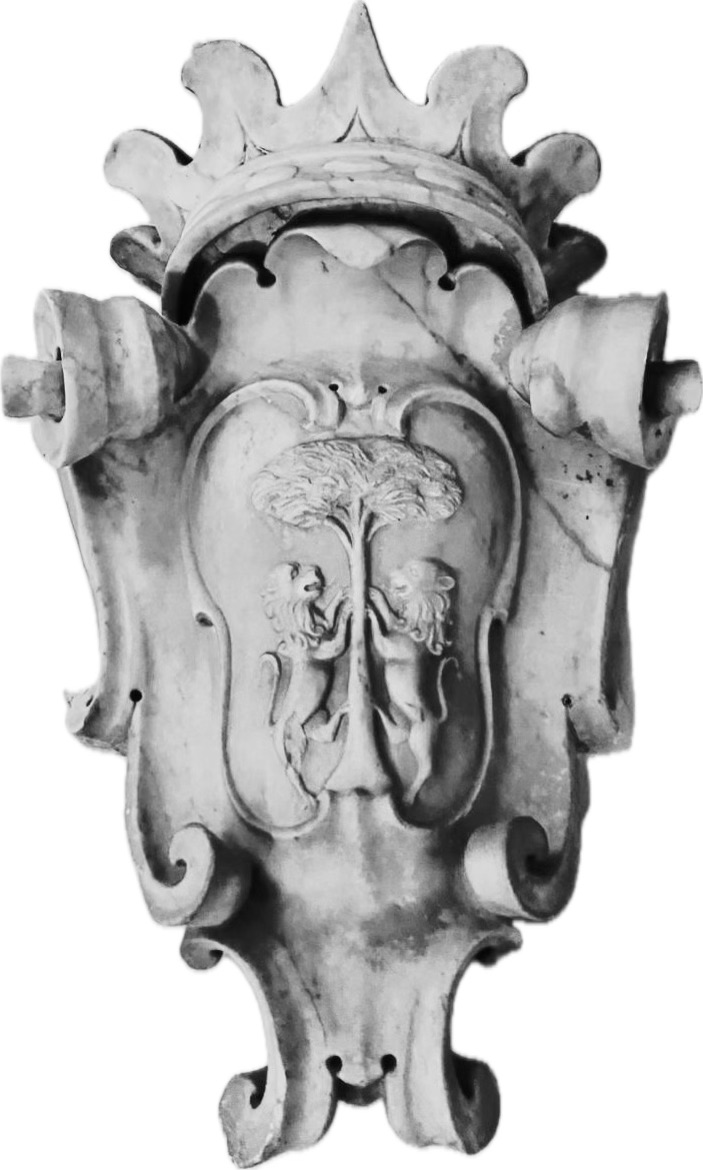
Stemma marmoreo della famiglia conservato presso il Museo civico Gaetano Filangieri di Napoli
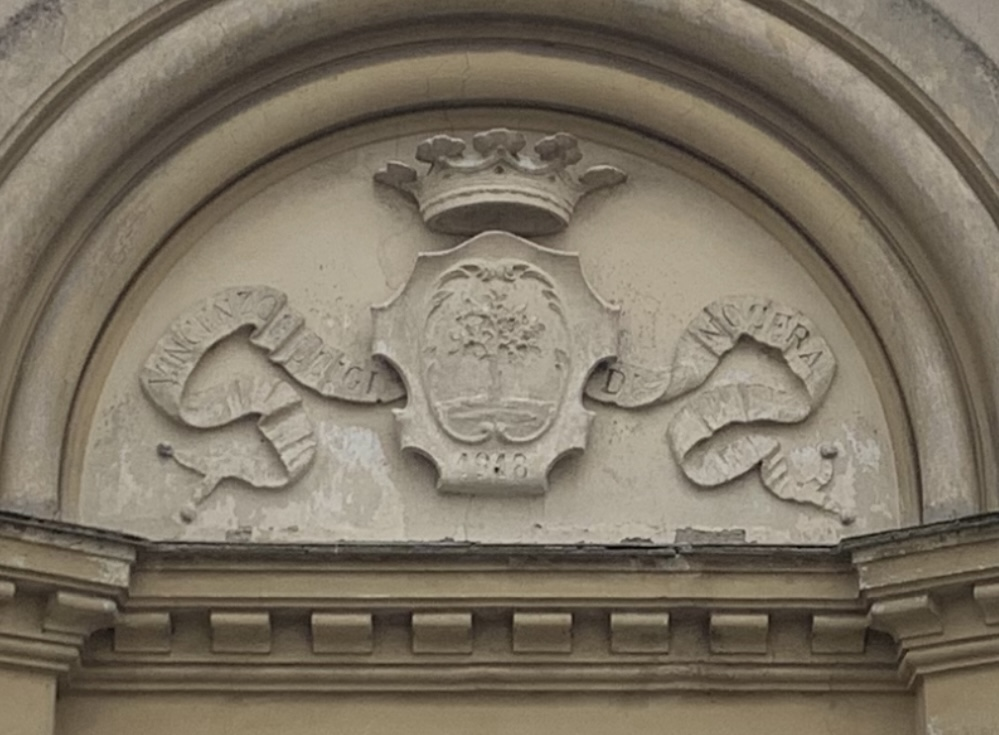
Stemma del casato in pietra su timpano
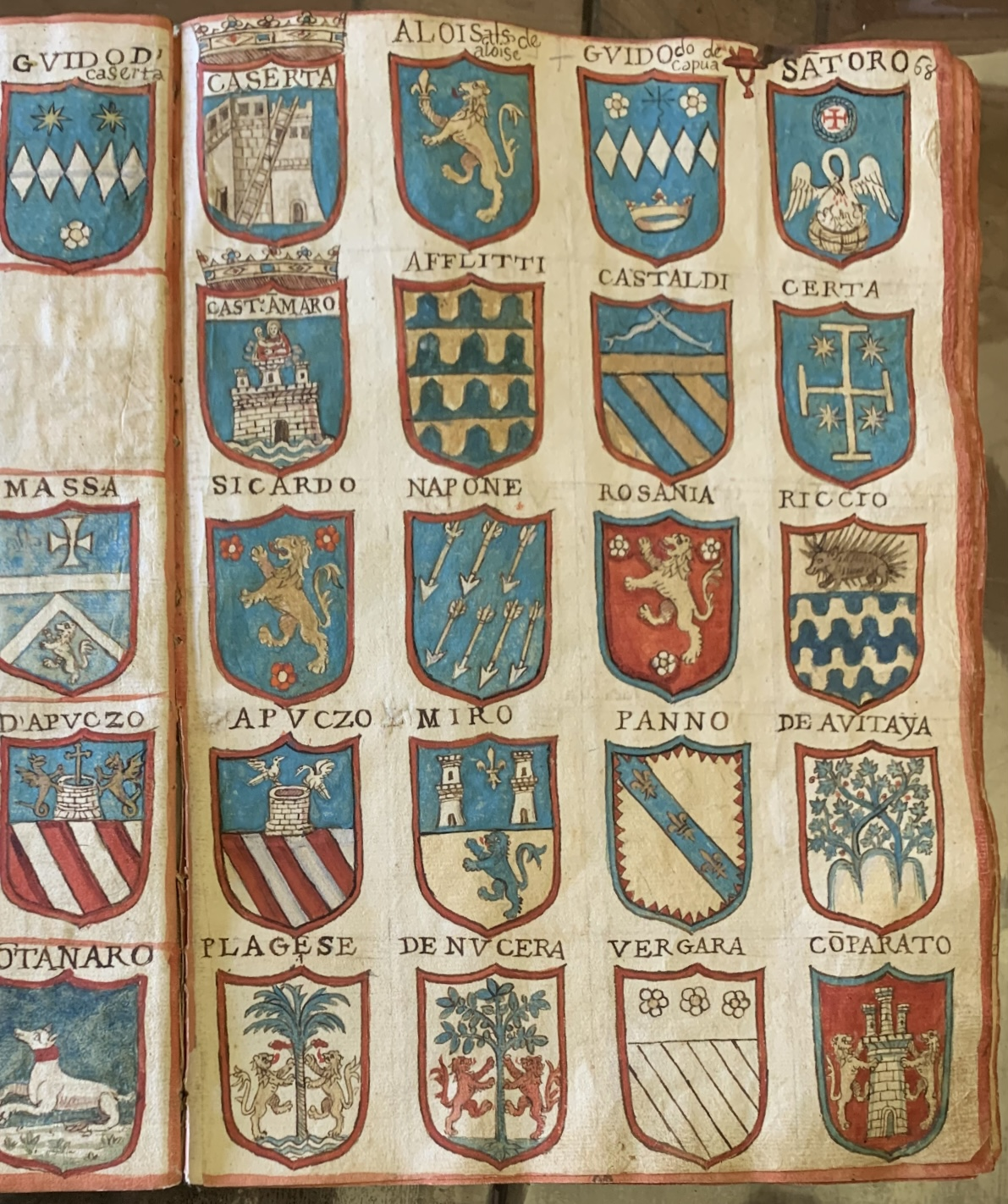
Blasone dei Nocera tra le armi di alcune delle nobili prosapie stabiesi
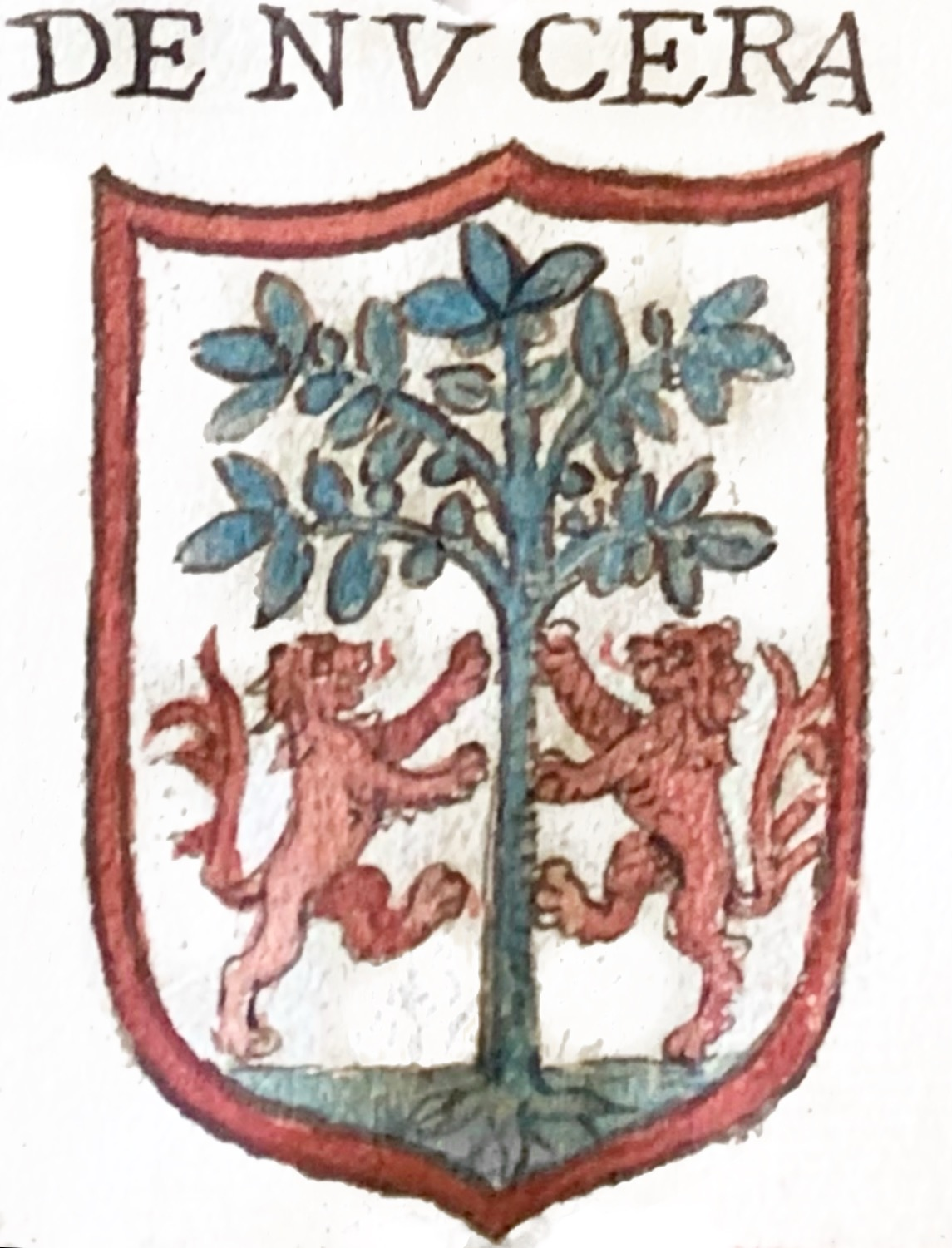
illustrazione seicentesca dello stemma, in “Famiglie nobili che sono in diverse città del Regno”, nella pagina 68 del manoscritto X A 42, conservato presso la Biblioteca Nazionale di Napoli
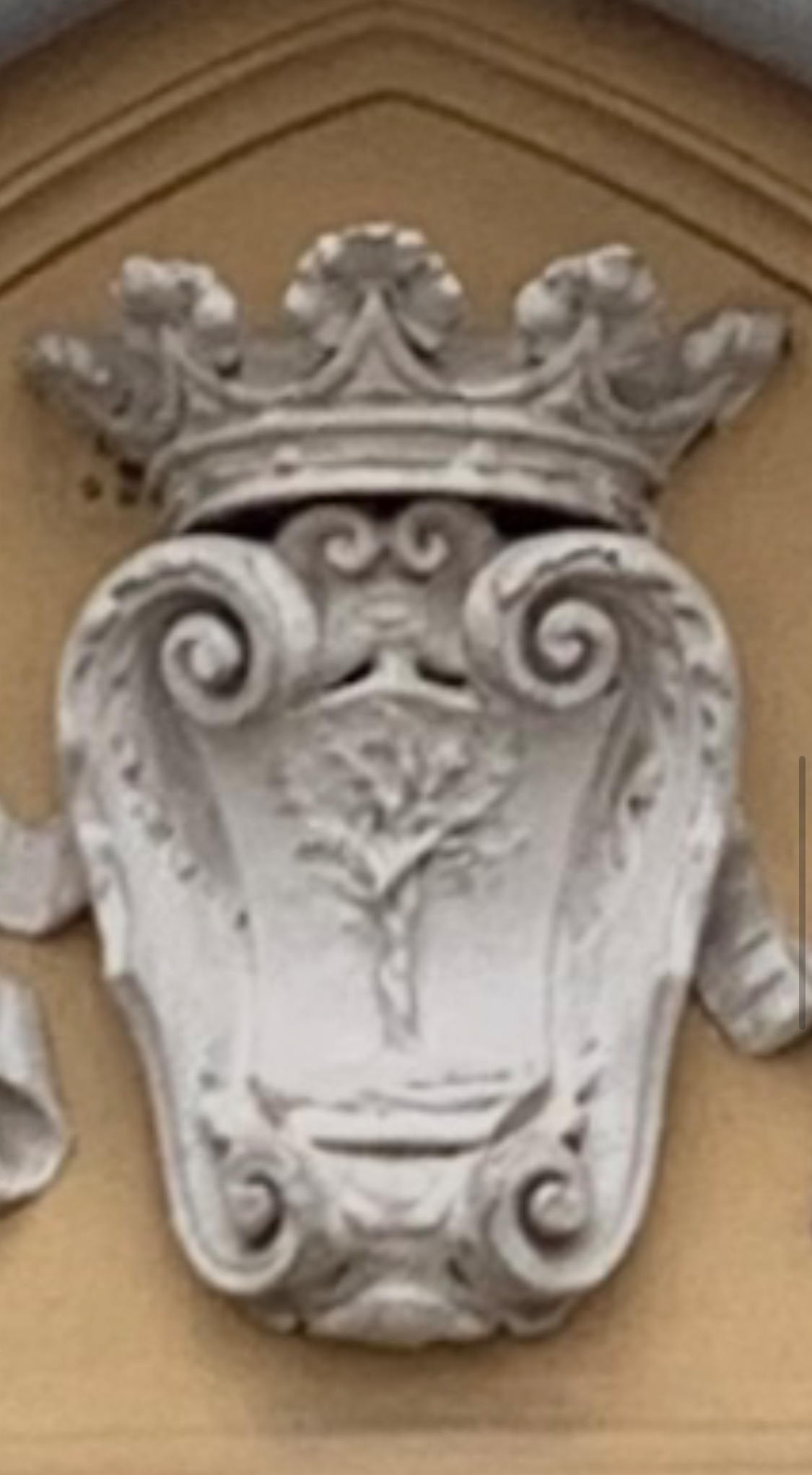
Stemma della famiglia in pietra
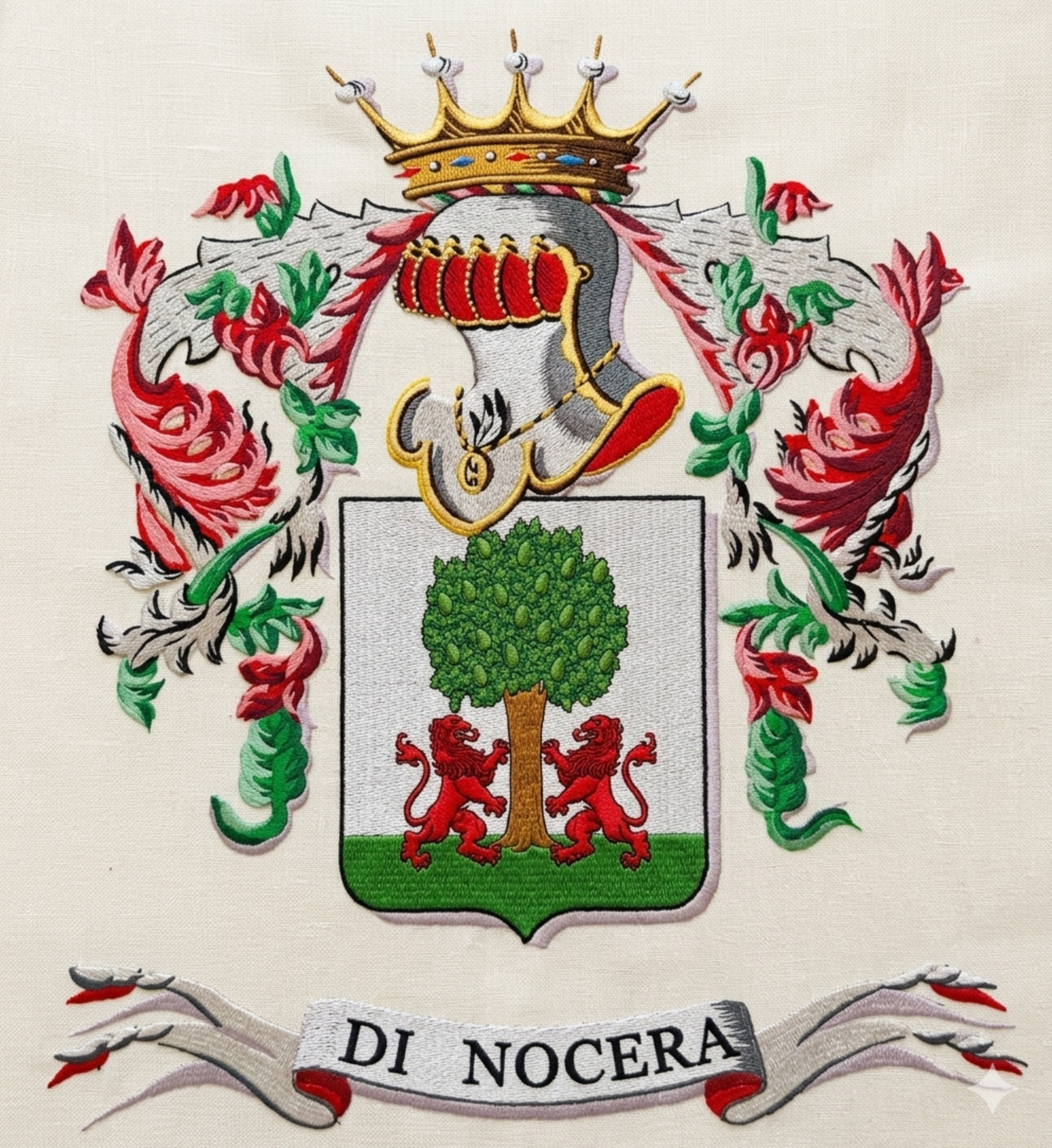
Arma e cimiero comitale della casata

## Titoli

### Viceré
Moglie di Alfonso Basurto, ad Eleonora di Nocera spettò il titolo di Viceregina di Basilicata.

### Vescovi
I Nocera ressero dal 1455 al 1478 il vescovado di Nocera, al tempo Nuceria Paganorum, con il frate dell’ordine dei predicatore Pietro.

### Principi
In virtù dell’ordinamento giuridico longobardo, il casato è odiernamente l’unico a potersi fregiare delle prerogative nobiliari sovrane di Principe di Salerno, essendo il primo per antichità ad avere tuttora discendenti in linea patrilineare dei Dauferidi.
Inoltre, i Nocera sono Principi del Sangue, in quanto discendenti legittimi nella linea agnatizia dei sovrani Dauferidi.

### Viceduchi
Nicolantonio fu Viceduca della città e dello Stato di Nocera nel 1718.

### Conti
Legittimi eredi dei Dauferidi, i Nocera hanno dunque diritto anche al titolo primiogeniale di Conte di Nocera.
Conte è invece il titolo esteso a tutti gli esponenti maschili della casata, proprio del primo detentore del cognome come dei suoi avi e figli: Lambertus de Nuceria (fl.1000).
Conti di Eboli, ressero inoltre la città caposaldo del sistema difensivo di Salerno con l’imponente castello avito a partire dal suo primo conte Lamberto († 1043), proprietario altresì del monastero di San Nicola di Gallocanta, da sua moglie Urania e dai suoi i figli Ebolo, chierico e abate, e Pietro, Aleberto e Landoario, conti.
Il titolo di Conte di Nardó, invece, fu acquisito dalla famiglia per il matrimonio tra Isolde di Nocera e Simone Gentile.

### Baroni
Furono baroni sotto i Normanni, gli Svevi, gli Angioini e gli Aragonesi.
Nel Catalogus Baronum, vengono menzionate altresì diverse baronie appartenute a tre membri della casata: Matteo, Giovanni e Roberto.
Numerose furono inoltre le baronie appartenute alla famiglia nel periodo angioino, tra le quali si rammentano Ossano, Gagliano, S. Maria di Specchia, Colciano, Casola, Barbiano, S. Salvatore e Zullino.
Eleonora di Nocera, dapprima vedova di Alfonso Basurto, poi del reggente Francesco Revertera, barone di Salandra, acquistò la baronia di Crispano nel 1563 per cederlo successivamente a Caterina Caracciolo per 17.000 ducati.

### Signori
Feudo dei Conti di Nocera fu l’omonima Contea, costituita oltre a Nuceria dalle successive, alcune delle quali ereditate dai Nocera, signorie di Marzano, Balentino, Bracigliano, Siano e Scafati e dalle terre attigue. Corrispondente all’attuale Agro Nocerino, il territorio oggi comprende 12 comuni per un'estensione di 18810 ettari ed una popolazione di oltre 300.000 abitanti. Ebbe anche diverse signorie in Vietri e Cava.
Tra le signorie rette si annovera anche il feudo di Melicuccà, possedimento della famiglia a partire dal 1463 con il principe Marino di Nocera, investito da Papa Pio II.
Su investitura di Ferdinando II di Napoli, sino al 1598 i Nocera furono signori di Quisisana, tra i quali figurano Pietro di Nocera, padrone di galee, Giovan Angelo di Nocera, cavaliere dell’Ordine di Malta, che la ristrutturò, e Pietro Giovanni di Nocera, ultimo detentore della signoria.
Nel 1575 Eleonora, signora di Castropizzoli e Tornimparte, vendette il primo feudo a Ferrante de Torres per ducati 12.000 ed il secondo a Luca del Pezzo. Fu anche signora di Calciano e Miglionico assieme al secondo marito.

### Castellano
Il casato fu investito della castellania di Nocera nella persona di Enrico di Nocera per volere degli Angioni, ai quali fu legato attraverso parentele e servigi.
I Nocera furono anche castellani di Quisisana.

### Nobili
Sotto gli Angioini, la famiglia fu aggregata ai sedili della nobiltà napoletana da Carlo I d'Angiò. 
Urbis hujus velut Patriae studiosissimo,
Collegii Fundatori; 
Quod hoc praeterea Templum
In Deum , in homines munificus.
Excitaverit,
Societas Jesu.»
(Istoria della compagnia di Giesú, appartenente al regno di Napoli)
Pier Giovanni di Nocera è definito come patrizio napoletano nella Istoria della compagnia di Giesú, appartenente al regno di Napoli.
Nel 1541, il casato con ad altre nobili famiglie quali i Baccari, Vergara, Certa, Sicardo, D'Afflitto, Trentamolla e Castaldo, costituì il Seggio dei Nobili di Castellammare di Stabia, dettandone gli statuti.

### Trattamento
Il trattamento di Don e Donna fu accordato ai membri della famiglia negli atti pubblici, anche sotto i Borbone.

## Parentado

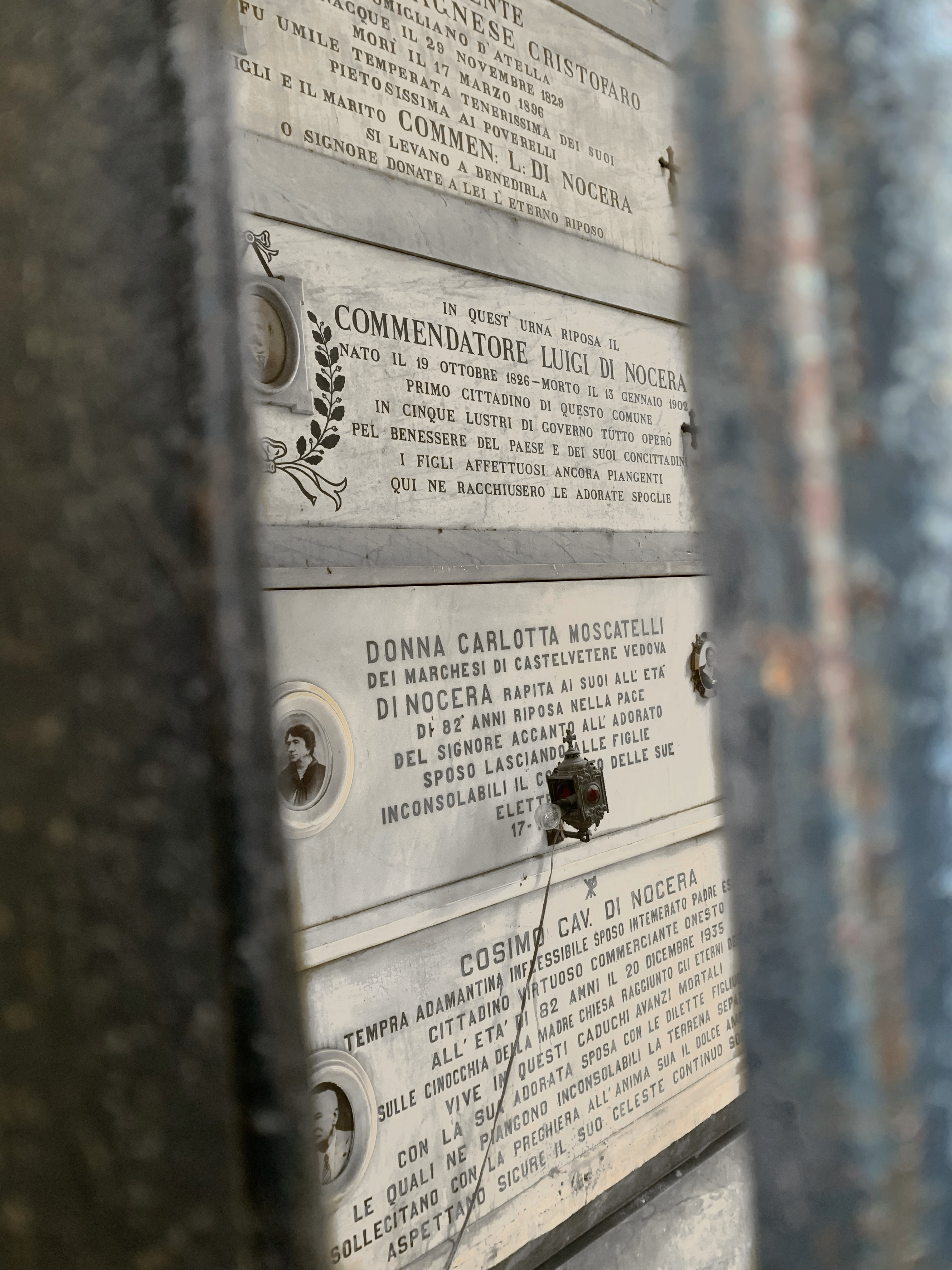
Sepoltura di una Moscatelli presso la cappella di Nocera

Adimari — Alfano de Notaris di Berlem — Annigoni — Basurto dall’Alliste — Barbato — Berardi — Carbonelli di Letino — Castaldo — d’Alessandro — de Acto — de Avitaya — de Beauvoir — de Landi — de Lillo — Drago — Filangieri — Gentile — Grimaldi — Improta — Lamberti — Longobardi — Marchese — Manso — Miranda — Moscatelli di Castelvetere — Parenti — Pisani Massamormile — Preziosi — Revertera von Salandra — Rocco — Russo — Silvestre — Stincarello — Viscido

## Toponomastica

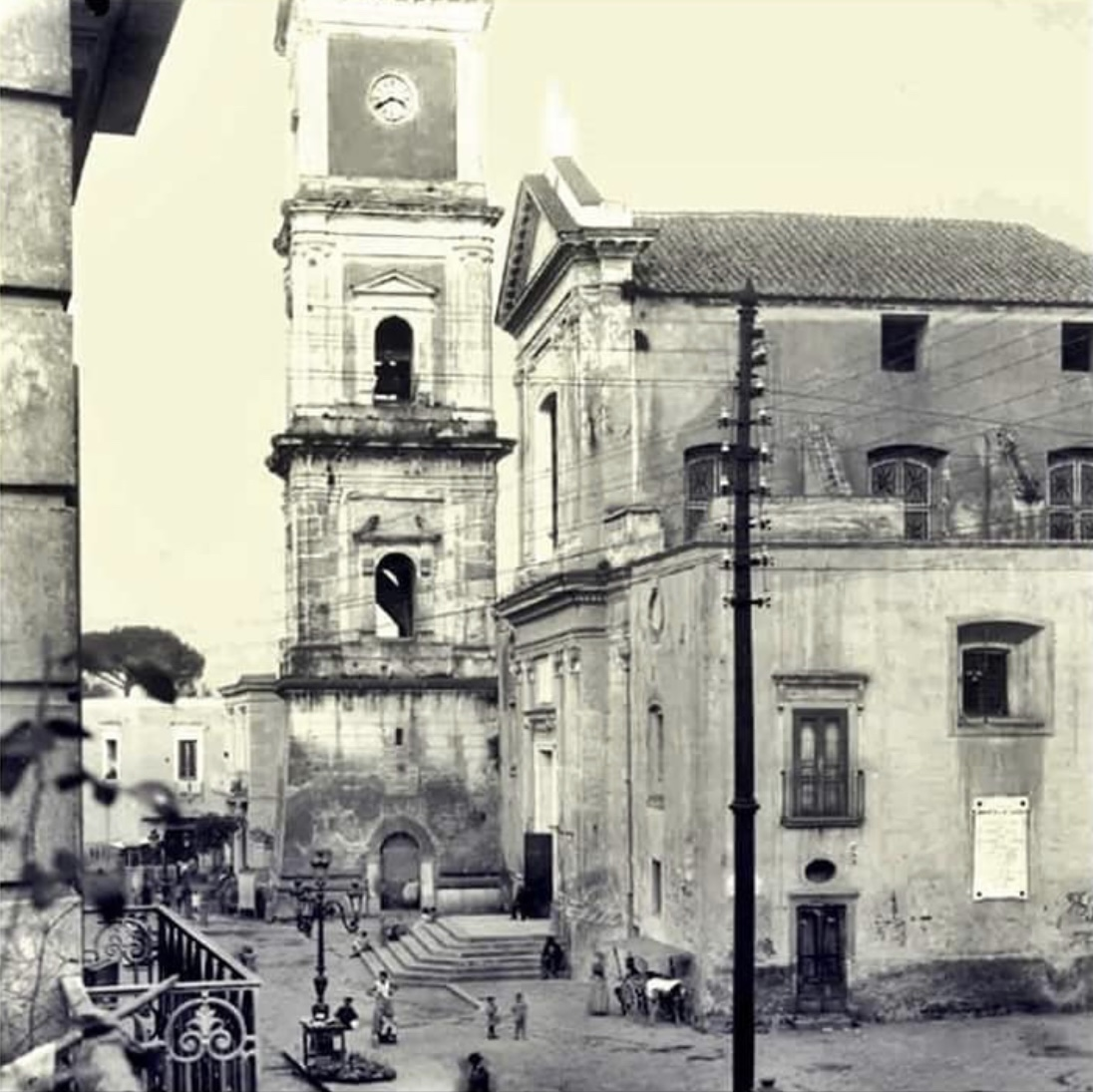
Piazza Luigi di Nocera

Intitolate ad esponenti della casata sono la Piazza Luigi di Nocera in Napoli e la Piazza Gaspare di Nocera nel Napoletano. Nella prima sono ubicati alcuni tra gli edifici più significativi partenopei: la chiesa dei Santi Cosma e Damiano, edificata nel Medioevo e restaurata nel XVII secolo, e l'ex municipio dell'allora comune, un tempo florido. È dedicata al conte comm. Luigi di Nocera.

## Palazzi
| Immagine | Nome                         | Località                              | Costruzione | Note |
| -------- | ---------------------------- | ------------------------------------- | ----------- | --- |
|          | Castello di Eboli            | Eboli, Campania                       | XI secolo   | Il castello domina il panorama cittadino di Eboli. Fu un caposaldo del sistema difensivo del Principato di Salerno, il cui primo proprietario fu il primo conte di Eboli, Lamberto di Nocera. |
|          | Reggia di Quisisana          | Quisisana, Campania                   | XIII secolo | Fu posseduta dalla famiglia per più di un secolo sino al 1598, anno in cui fu venduta ai Farnese, dai quali verrà ereditata dai Borbone. Tra i suoi proprietari vi furono i signori di Quisisana: Pietro di Nocera, padrone di galee, Giovan Angelo di Nocera, cavaliere dell’Ordine di Malta, che la ristrutturò, e Pier Giovanni di Nocera, ultimo detentore della signoria. |
|          | Palazzo di Nocera            | Napoli, Campania                      | 1870        | Ispirato al Palazzo Sanfelice, fu una delle residenze della casata, nonché dal 1883 la prima sede della Banca Popolare dell’Italia meridionale, fondata ed amministrata per diverse generazioni dalla famiglia. |
|          | Casa comunale                | Napoli, Campania                      | 1883        | Edificato nel 1883 su iniziativa del sindaco Luigi di Nocera, assolse alla funzione municipale sino all’annessione di Secondigliano al comune di Napoli nel 1926. È ubicato in Piazza Luigi di Nocera. |
|          | Palazzo di Nocera-Moscatelli | Castelvetere in Val Fortore, Campania | XVII secolo | Il palazzo marchesale di Castelvetere entrò a far parte dei luoghi d’interesse familiari a seguito dei matrimoni di Carlotta e Olga Moscatelli di Castelvetere con membri della famiglia, ultime eredi del casato marchionale assieme alla sorella Elisa, la quale non ebbe figli.                                                                                             |

## Patronati
| Immagine | Nome                                                                              | Località                                   | Costruzione | Note |
| -------- | --------------------------------------------------------------------------------- | ------------------------------------------ | ----------- | --- |
|          | Chiesa di San Nicola di Gallocanta                                                | Vietri sul Mare, Campania                  | X secolo    | Possedimento secolare della famiglia, fu acquistata e trasformata in un monastero comitale dal conte Adelberto di Nocera nel 996. |
|          | Collegio e Chiesa di Gesù e Maria (Castellammare di Stabia)                       | Castellammare di Stabia, Campania          | 1609        | Fu edificata con attiguo il collegio gesuita e intitolata dal patrizio Pier Giovanni III di Nocera con un contributo di 13.400 ducati. In essa vi furono una cappella gentilizia della famiglia e una targa commemorativa di Pier Giovanni. |
|          | Chiesa dell’Addolorata                                                            | Napoli, Campania                           | XIX secolo  | Don Pietro di Nocera si adoperò per l'ampliamento della chiesa dell'Addolorata, terminato nel 1894, con l'aggiunta della navata laterale e l'abbellimento della navata centrale, da dedicare al fondatore, qualora fosse stato dichiarato beato. Successivamente, la ornò con stucchi, affreschi e rivestimento di marmi policromi, commissionando il lavoro altresì all'artista Vincenzo Galloppi. |
|          | Chiesa di Santo Spirito o della Maddalena a Quisisana                             | Castellammare di Stabia, Campania          |             | Attigua alla Reggia di Quisisana, fu sottoposta al patronato della famiglia. |
|          | Chiesa e Convento di San Francesco a Quisisana                                    | Castellammare di Stabia, Campania          |             | Il Convento e Chiesa di San Francesco, nel 1654, su prospetto del frate cappuccino Andrea di Nocera, architetto, fu ristrutturato ed ingrandito. |
|          | Cappella gentilizia della Concattedrale di Santissima Maria Assunta e San Catello | Castellammare di Stabia e Napoli, Campania |             | La famiglia ebbe anche una pregevole cappaella gentilizia nella Concattedrale di Santissima Maria Assunta e San Catello, ove furono custodi altresì delle reliquie del SAnto. |
|          | Sepolcro commissionato dalla viceregina Eleonora di Nocera                        | Napoli, Campania                           | 1547        | Ad opera di Annibale Caccavello e Giovanni Domenico D’Auria, fu commissionato dalla viceregina Eleonora di Nocera per il viceré Alfonso Basurto, suo marito. Sorge nella Pontificia Reale Basilica di San Giacomo degli Spagnoli. |
|          | Sepolcro del notar Giovan Antonio di Nocera                                       | Napoli, Campania                           | 1588        | Un sepolcro era presente nella basilica di San Lorenzo Maggiore di Napoli, appartenuto al notar Giovan Antonio di Nocera. |
|          | Cappella gentilizia di Don Luigi di Nocera                                        | Castellammare di Stabia e Napoli, Campania |             | Di stile neogotico, fu commissionata da Don Luigi di Nocera. |
|          | Cappella gentilizia di Luigi e Vincenzo di Nocera                                 | Napoli, Campania                           |             | Fu edificata dagli eredi di Don Alfonso Cosmo di Nocera, Vincenzo e Luigi. |
|          | Cappella gentilizia di Don Antonio di Nocera                                      | Napoli, Campania                           |             | Fu eretta dal sindaco Don Antonio di Nocera, industriale tessile. |
|          | Cappella gentilizia del dott. Antonio di Nocera                                   | Napoli, Campania                           |             | L’ultima cappella gentilizia di cui si ha notizia fu quella edificata dal dottor Antonio di Nocera. |

## Ritratti

### Esponenti

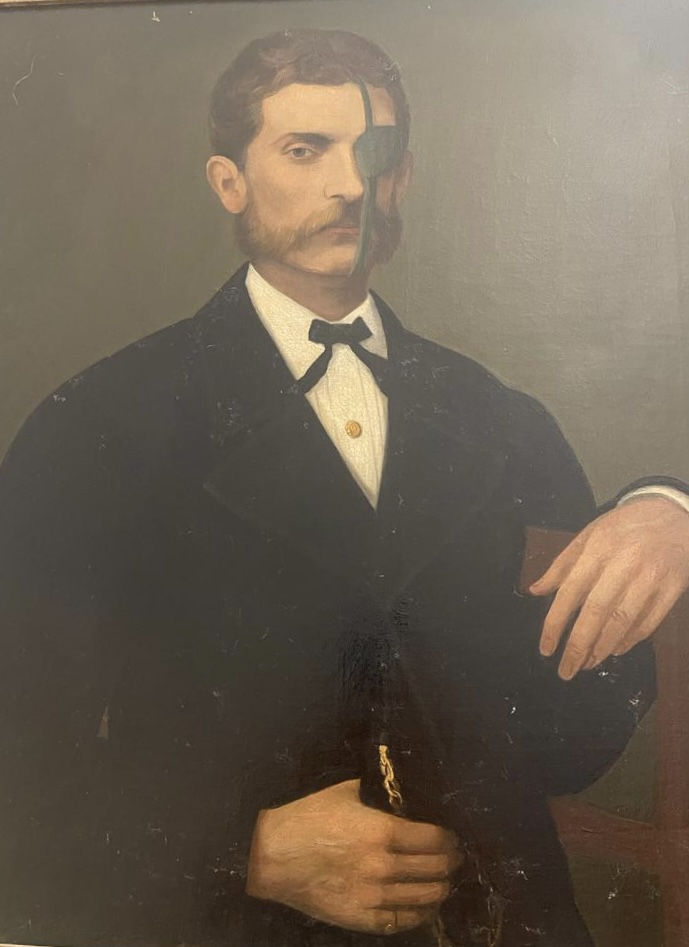
Don Vincenzo Alfonso Cosmo Damiano di Nocera
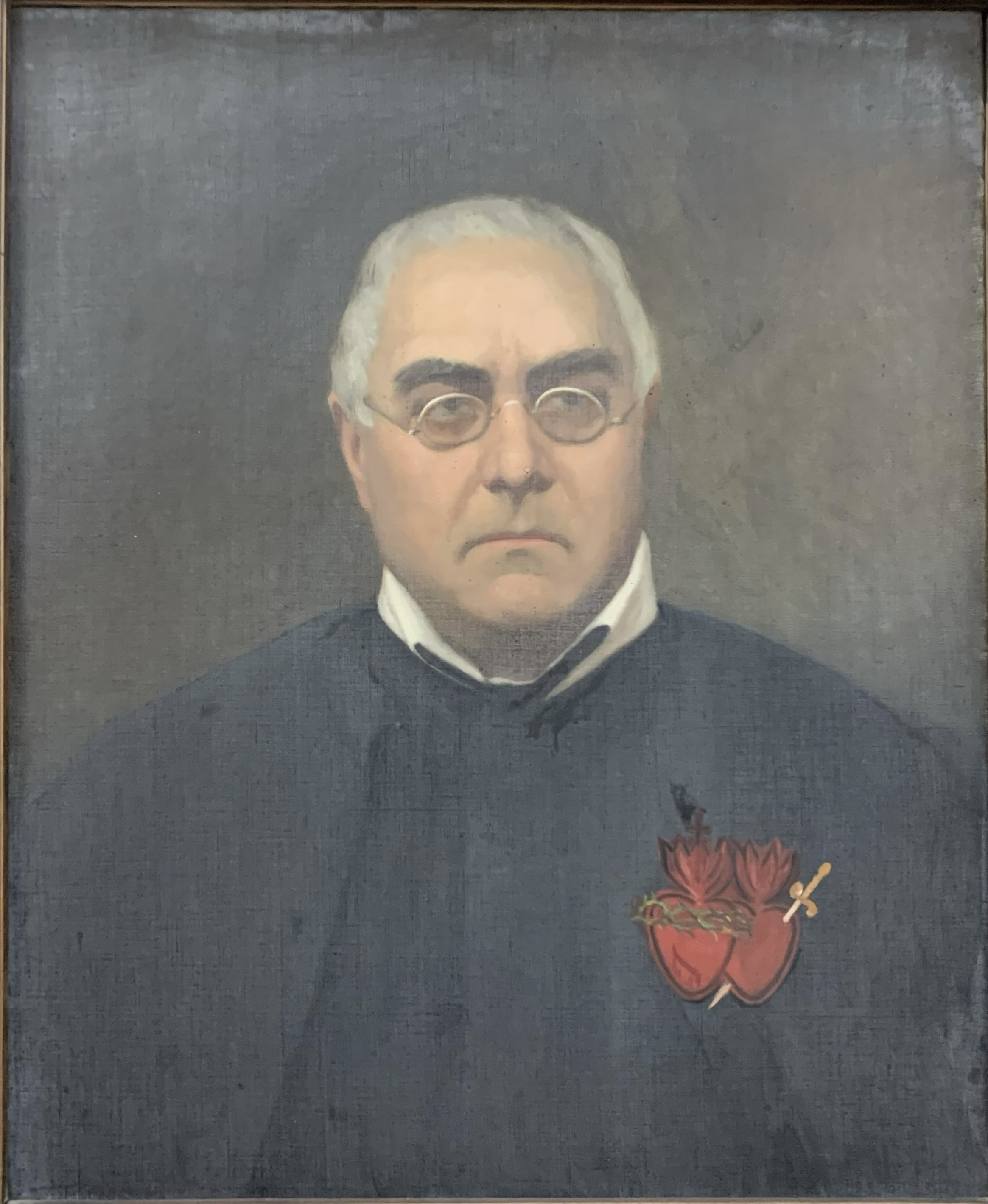
M.SS.CC Don Pietro Cosmo Damiano di Nocera
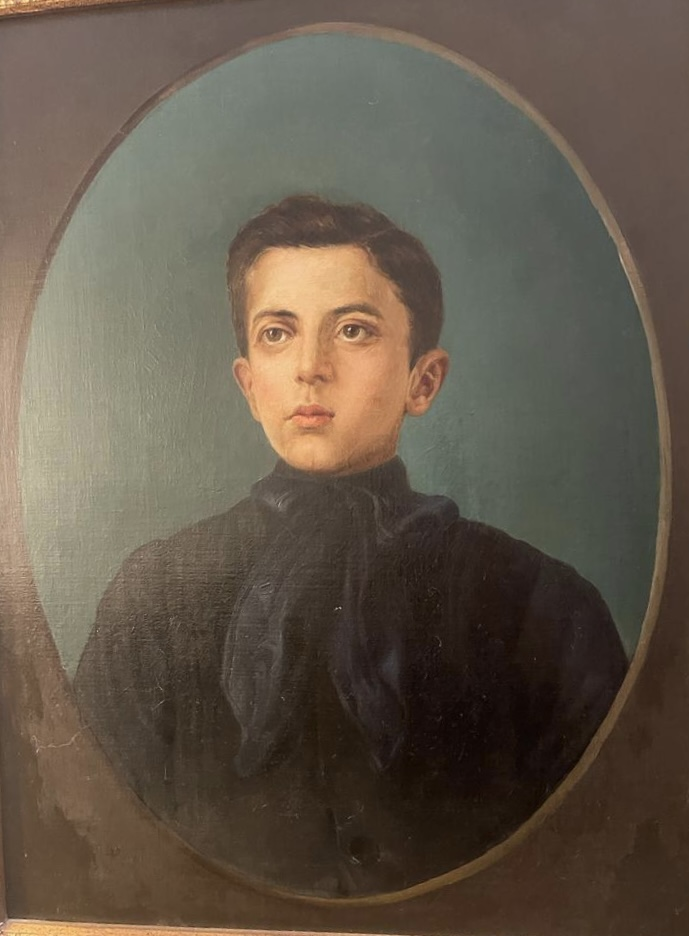
Don Antonio di Nocera
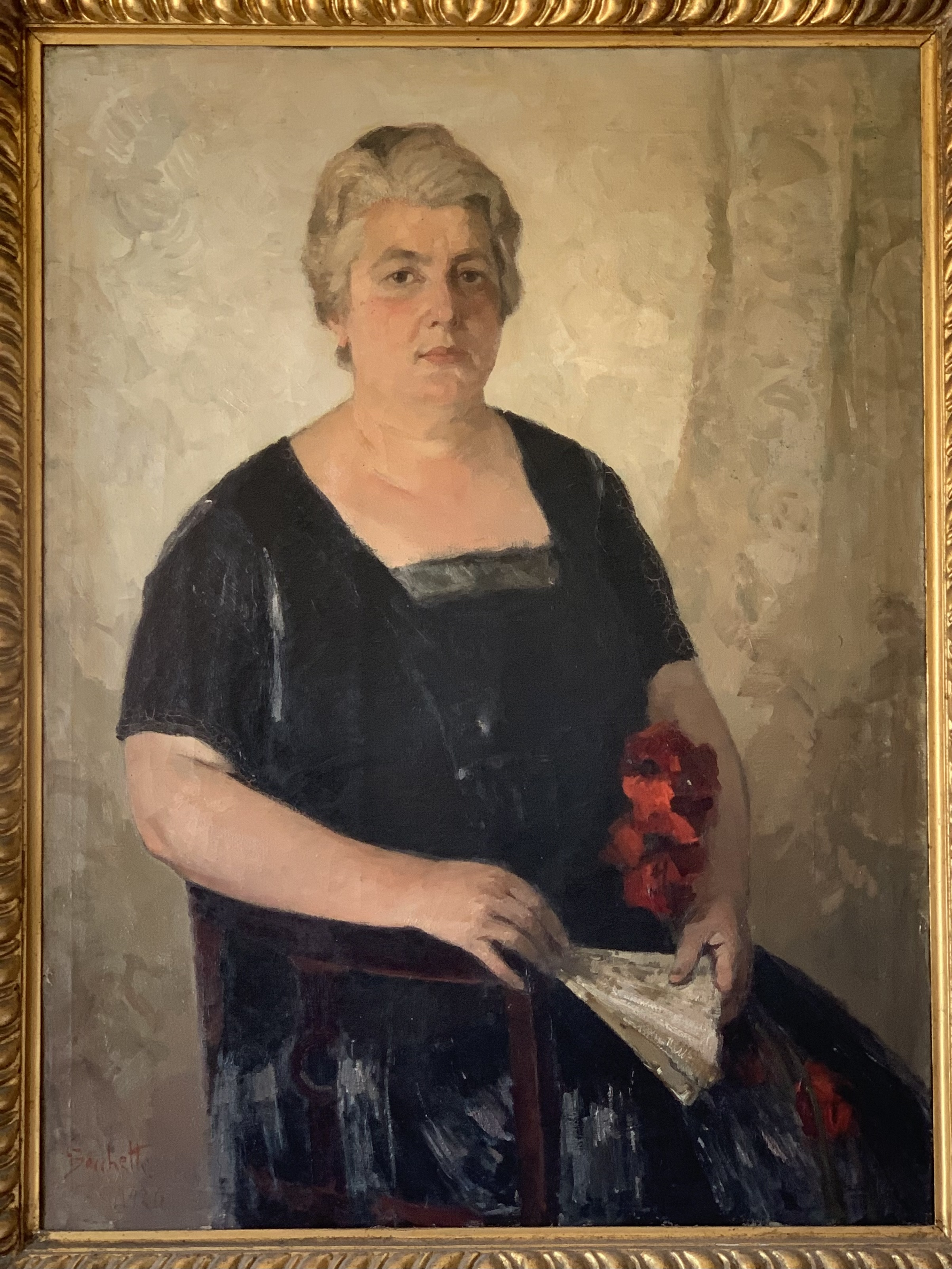
Donna Maria di Nocera
Don Luigi di Nocera
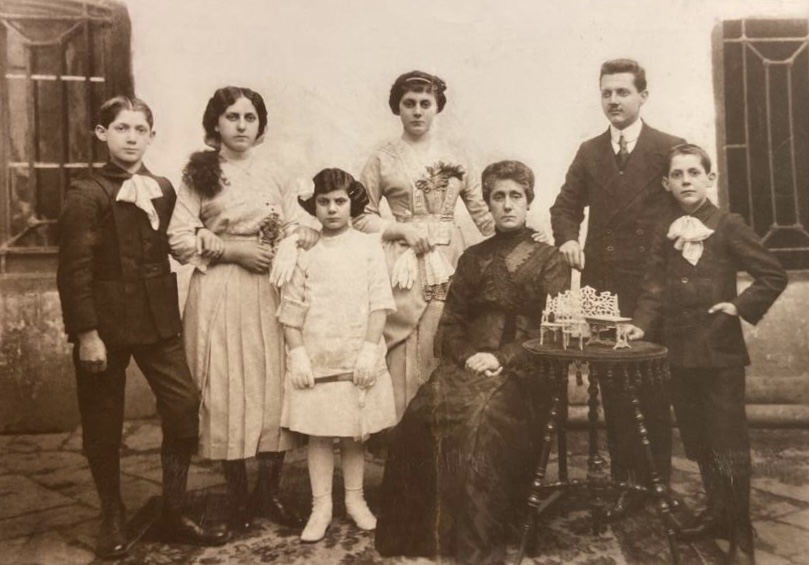
Donna Agnese di Nocera, figlia di Don Luigi, con alcuni dei figli
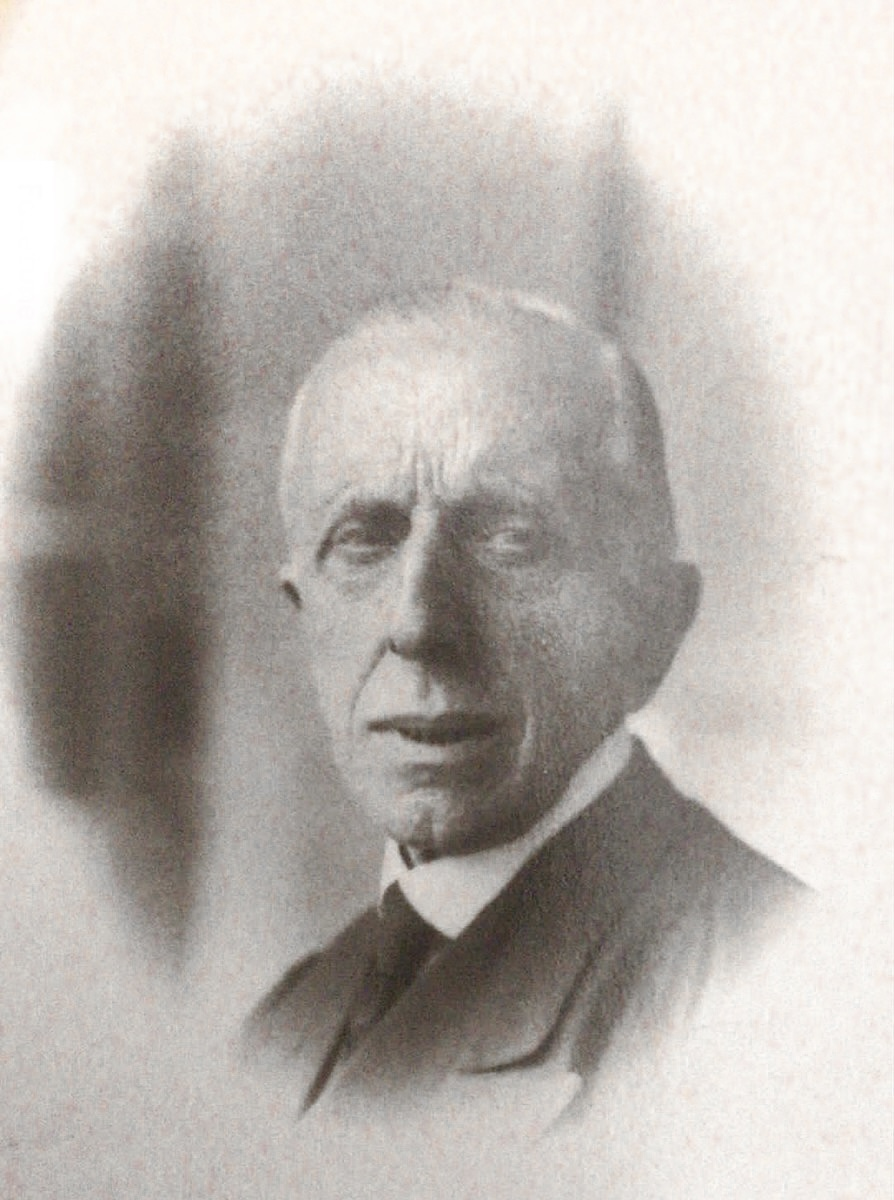
Don Antonio di Nocera
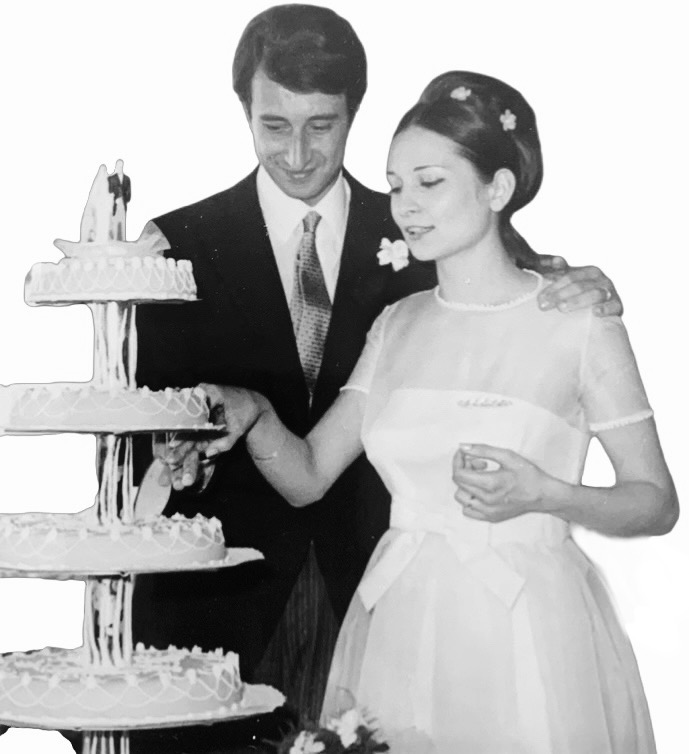
Don Antonio Cosmo di Nocera con la moglie Silvana Serena Improta al momento del taglio della torta nuziale